# 2009 en aéronautique
Chronologie de l'aéronautique
- 2005
- 2006
- 2007
- 2008
- 2009
- 2010
- 2011
- 2012
- 2013

Cet article présente les faits marquants de l'année 2009 en aéronautique.

## Événements

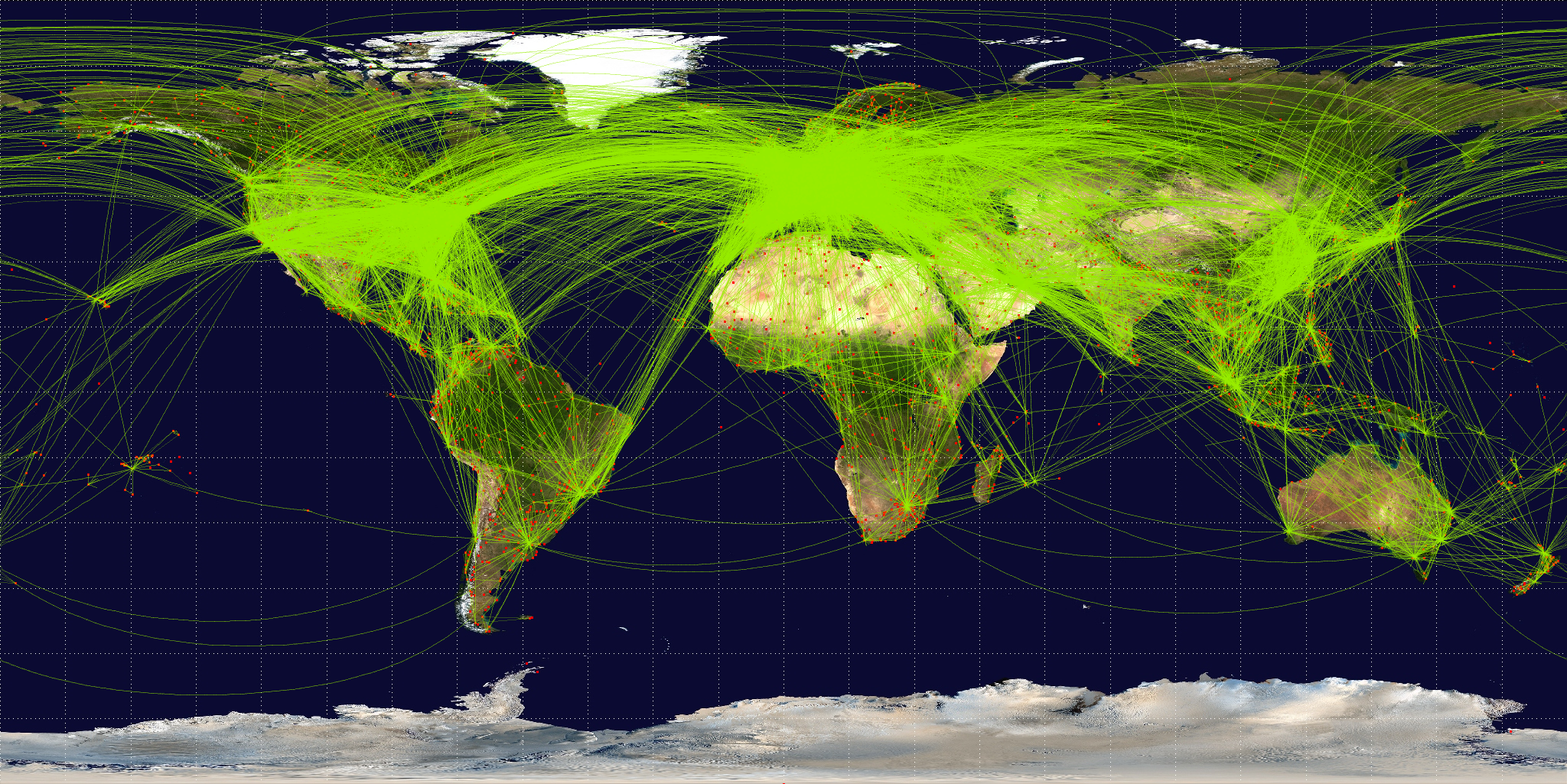
Routes aériennes en 2009.

### Janvier 2009
- Lundi 5 janvier 2009, Europe : le groupe Air France-KLM accepte de relever son offre de 250 à « plus de 300 millions d'euros » pour reprendre 25 % de la compagnie italienne Alitalia, afin de contrer la compagnie allemande Lufthansa elle aussi sur les rangs, selon le quotidien économique Les Échos. La presse italienne présente comme certain un accord entre Alitalia et Air France-KLM, par lequel la compagnie franco-néerlandaise devrait prendre 25 % du capital de l'italienne.

- Mercredi 7 janvier 2009, Europe : la compagnie allemande Lufthansa n'a finalement fait aucune offre pour prendre une participation au sein de la nouvelle Alitalia, a affirmé ce soir le chef du gouvernement italien Silvio Berlusconi, alors qu'un accord avec Air France-KLM semble de plus en plus proche. Après des mois de négociations très tendues avec les syndicats — le plan de reprise entraîne finalement 3 250 suppressions d'emplois —, la CAI a racheté mi-décembre les activités de transport de passagers d'Alitalia pour 1 052 milliards d'euros, et va les fusionner avec Air One, le deuxième transporteur aérien en Italie. La nouvelle compagnie ne desservira plus que 70 destinations, dont 23 nationales, 34 internationales et 13 intercontinentales, avec 670 vols quotidiens prévus contre 1 050 pour l'ancienne compagnie.

- Jeudi 8 janvier 2009 :
  - États-Unis : le constructeur aéronautique américain Boeing annonce que durant l'année 2008, il a enregistré 662 nouvelles commandes nettes d'avions commerciaux, dont 93 pour son nouveau Boeing 787 Dreamliner, 484 pour le Boeing 737 de dernière génération, 54 pour le Boeing 777, 28 pour le Boeing 767-300ER et 3 commandes pour le boeing 747-8 Intercontinental. Le PDG James McNerney souligne « l'équilibre de la clientèle entre toutes les régions du monde » et la diversité des modèles économiques des compagnies clientes. En 2008, 375 avions ont été livrés aux compagnies clientes, dont 290 Boeing 737, 14 Boeing 747, 10 Boeing 767 et 61 Boeing 777. Le groupe reconnait que ses livraisons ont été  « perturbées par une grève qui a arrêté la production pendant plusieurs semaines" » en septembre et octobre.
  - Italie : à la suite d'un arrêt de travail imprévu d'une partie du personnel à terre, la compagnie aérienne Alitalia a dû supprimer 70 vols — 29 vols au départ et 41 vols à l'arrivée, dont 38 internationaux — ce matin à l'aéroport de Rome-Fiumicino. Le mouvement de protestation a été initié par le personnel chargé du nettoyage des avions et des bagages qui craint de perdre son travail après le lancement, le 13 janvier prochain, de la nouvelle Alitalia qui doit naître de son rachat par la CAI, une alliance de grands patrons italiens et de sa fusion avec Air One[1].
  - France : le ministère français de la Défense annonce la commande 22 hélicoptères NH90 supplémentaires destinés à l'Armée de terre pour un montant d'environ 600 millions d'euros auprès de la NAHEMA (NATO Helicopter Management Agency), une agence de l'OTAN chargée de ce programme. Elle s'ajoute à un premier lot de 12 hélicoptères commandé fin 2007, portant à 34 le nombre de commandes fermes de NH90 pour l'Armée de terre.

- Vendredi 9 janvier 2009 :
  - États-Unis : le constructeur aéronautique américain Boeing annonce qu'il va procéder à la suppression de 4 500 emplois, dont une partie en licenciements « secs », dans sa branche avions commerciaux après l'annonce d'une division par deux de ses prises de commandes dans ce secteur. La restructuration affectera 6,6 % des salariés de cette division et permettra de retrouver son niveau d'effectifs d'il y a un an.
  - Russie : un hélicoptère MI-8 de la compagnie aérienne russe Gazpromavia avec 10 personnes à bord — sept passagers et trois membres d'équipage — est porté disparu une heure après son décollage à 6 h 0 GMT de Biisk (Altaï), une république de la Sibérie occidentale.
  - Europe : le constructeur européen EADS annonce que la date du premier vol d'essai de son avion de transport militaire Airbus A400M ne peut toujours pas être fixée. Le retard accumulé pour le premier exemplaire livré atteint aujourd'hui trois années.
  - Italie : le conseil d'administration  d'Air France-KLM donne son accord pour une offre d'acquisition de 25 % du capital de la nouvelle compagnie aérienne italienne Alitalia, pour un montant de l'ordre de 310 millions d'euros[2].Le « redécollage » du groupe italien intervient après des mois de négociations tendues avec les syndicats qui s'opposaient aux réductions d'effectifs. Finalement, les nouveaux dirigeants ont obtenu que les effectifs soient ramenés de 19 800 à 10 150 salariés. Air France-KLM avait fait une première offre d'achat d'Alitalia au printemps 2008, mais le nouveau chef du gouvernement italien, Silvio Berlusconi, l'avait torpillée, avant de lancer un appel aux patrons italiens pour qu'ils sauvent la compagnie de la faillite et en défendent l'« italianité ». Umberto Bossi de la Ligue du Nord est opposé à cet accord car il signe l'arrêt de mort de l'aéroport de Milan-Malpensa au profit de Rome-Fiumicino. En compensation, il pourrait obtenir une libéralisation des vols internationaux depuis Milan au profit de Lufthansa, qui doit lancer en février une filiale pour desservir plusieurs villes européennes depuis la capitale économique du nord de la Péninsule.

- Jeudi 15 janvier 2009 :

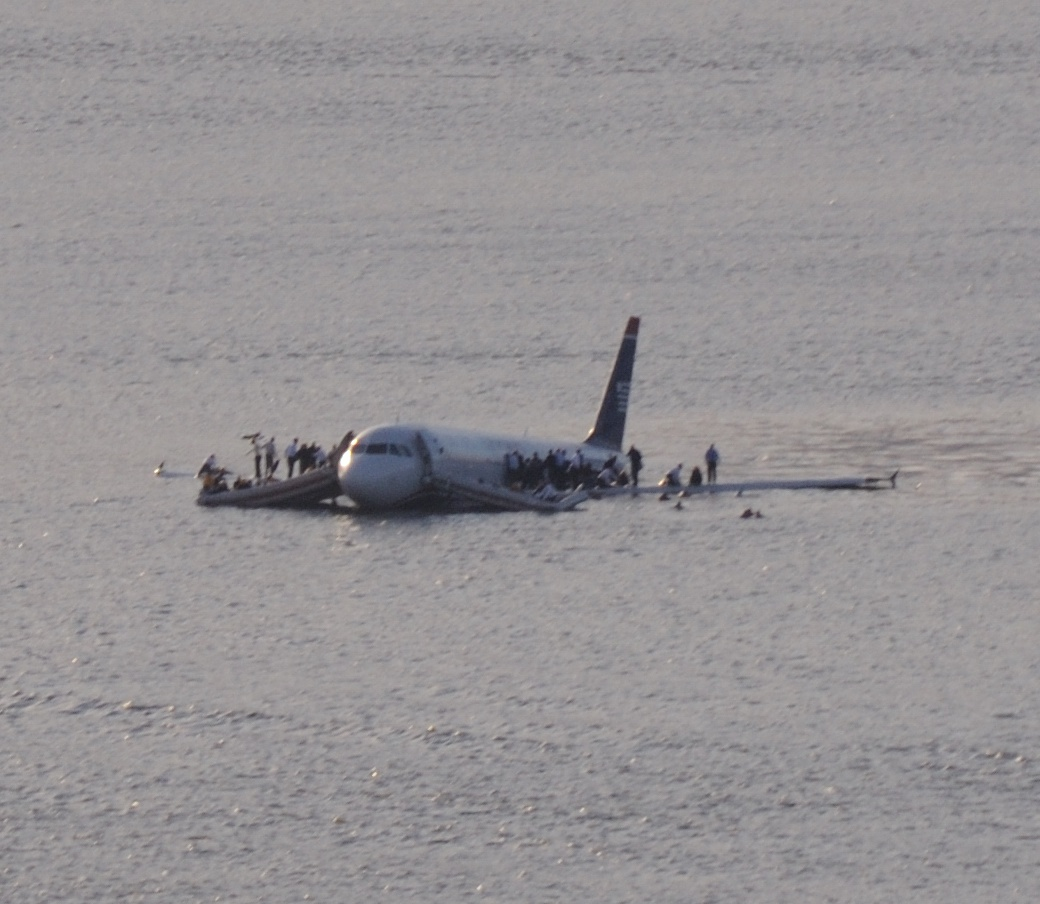
L'Airbus A320 du vol 1549 US Airways le 15 janvier 2009.

  - États-Unis : un avion Airbus A320 de la compagnie aérienne US Airways, effectuant le vol 1549 et transportant 155 personnes, s'est posé en planant sur le fleuve Hudson, au niveau de la 48e rue à New York, près de l'aéroport de La Guardia, et a pu être récupéré flottant sur les eaux glacées. Le vol US Airways 1549 venait de décoller pour sa destination finale, Charlotte (Caroline du Nord), quand il fut pris dans un vol d'oiseaux — des oies — à 975 m d'altitude. Le pilote parvint à poser délicatement son Airbus A320-214 [N106US, c/n 1044] sur le fleuve Hudson à 15h31. Les ferries rapidement sur place ont évacué les 150 passagers et 5 membres d'équipage. Il y a eu seulement qu'une jambe cassée et quelques cas d'hypothermie sans gravité[3].
  - Russie : La voilure d'un Iliouchine Il-76MD [RA-76827] du Ministère de l'intérieur russe se posant sur la piste de Makhachkala heurte le fuselage avant d'un appareil du même type [RA-76825], appartenant à l'armée de l'air russe, qui se prépare à décoller. Trois des sept hommes d'équipage de ce dernier sont tués.

- Vendredi 16 janvier 2009 : l'Union européenne et le Japon ont conclu un accord pour renforcer leur coopération dans le transport aérien, notamment en matière de sécurité. L'accord prévoit de renforcer la coopération en matière de reconnaissance réciproque des certifications, par l'intermédiaire de l'Agence européenne de la sécurité aérienne (EASA)et vise aussi « une coopération plus étroite pour trouver une solution sur les restrictions de sécurité concernant les liquides ».

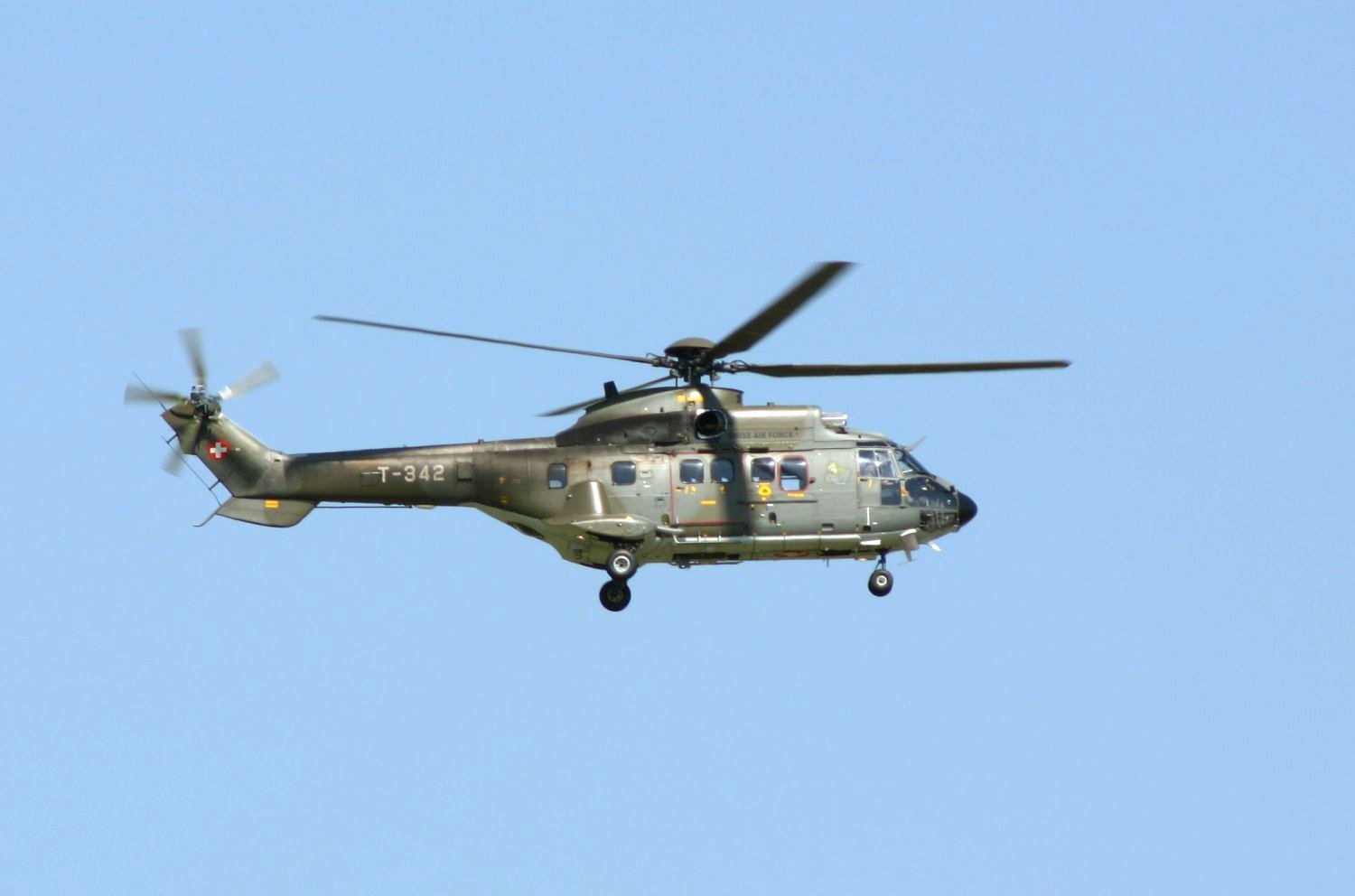
EC 725 Cougar

- Dimanche 18 janvier 2009, Gabon : un EC 725 Cougar du détachement de l'ALAT stationné à Libreville s'écrase à une cinquantaine de kilomètres au large des côtes du Gabon quelques minutes après avoir décollé du TCD Foudre. L'appareil, qui participait à des manœuvres franco-gabonaises, avait 10 hommes à bord, dont 8 trouvent la mort[4]. L'armée française effectuait avec les forces gabonaises  « un exercice de coordination d'opérations de sécurisation maritime », baptisé « N'Gari », engageant quelque 600 militaires, des hélicoptères Cougar et Fennec ainsi qu'un avion de transport C-160 Transall. Le ministre de  la défense, Hervé Morin, s'est immédiatement rendu sur place.

- Mardi 20 janvier 2009 : les 15 membres d'équipage d'un vol de la compagnie aérienne sud-africaine South African Airways ont été arrêtés à l'aéroport londonien de Heathrow après la découverte de 50 kilos de cannabis à bord de leur avion. La drogue, d'une valeur estimée à 160 000 euros à la revente, a été découverte cachée dans trois bagages à bord d'un vol en provenance de Johannesburg.

- Lundi 26 janvier 2009 : deux hélicoptères entrent en collision dans le nord du pays causant la mort de 4 militaires américains.

### Février 2009
- Dimanche 1er février 2009, Sénégal : un avion Hawker Siddeley 748 d'Air Sénégal, s'écrase au sol trente secondes après son décollage de l'aéroport de Tambacounda, à 400 kilomètres au sud-est de Dakar. 23 personnes périssent carbonisées, dont les trois membres d'équipage, un passager italien, un Suisse et 18 Français qui revenaient d'un safari. 29 autres Français ont survécu mais avec de graves blessures.

- Lundi 2 février 2009, Chine : le groupe Airbus annonce un accord renforçant sa coopération avec son partenaire chinois Xian Aircraft Industrie (XAC), filiale de l'avionneur public AVIC. Selon cet accord, XAC fournira des ailes complètes pour tous les A320 assemblés en Chine qui seront désormais entièrement achevées et testées à Tianjin, ville où Airbus a inauguré sa première ligne d'assemblage hors d'Europe et où seront produits dès 2010 des A320 monocouloirs destinés au marché local.

- Mardi 3 février 2009 :

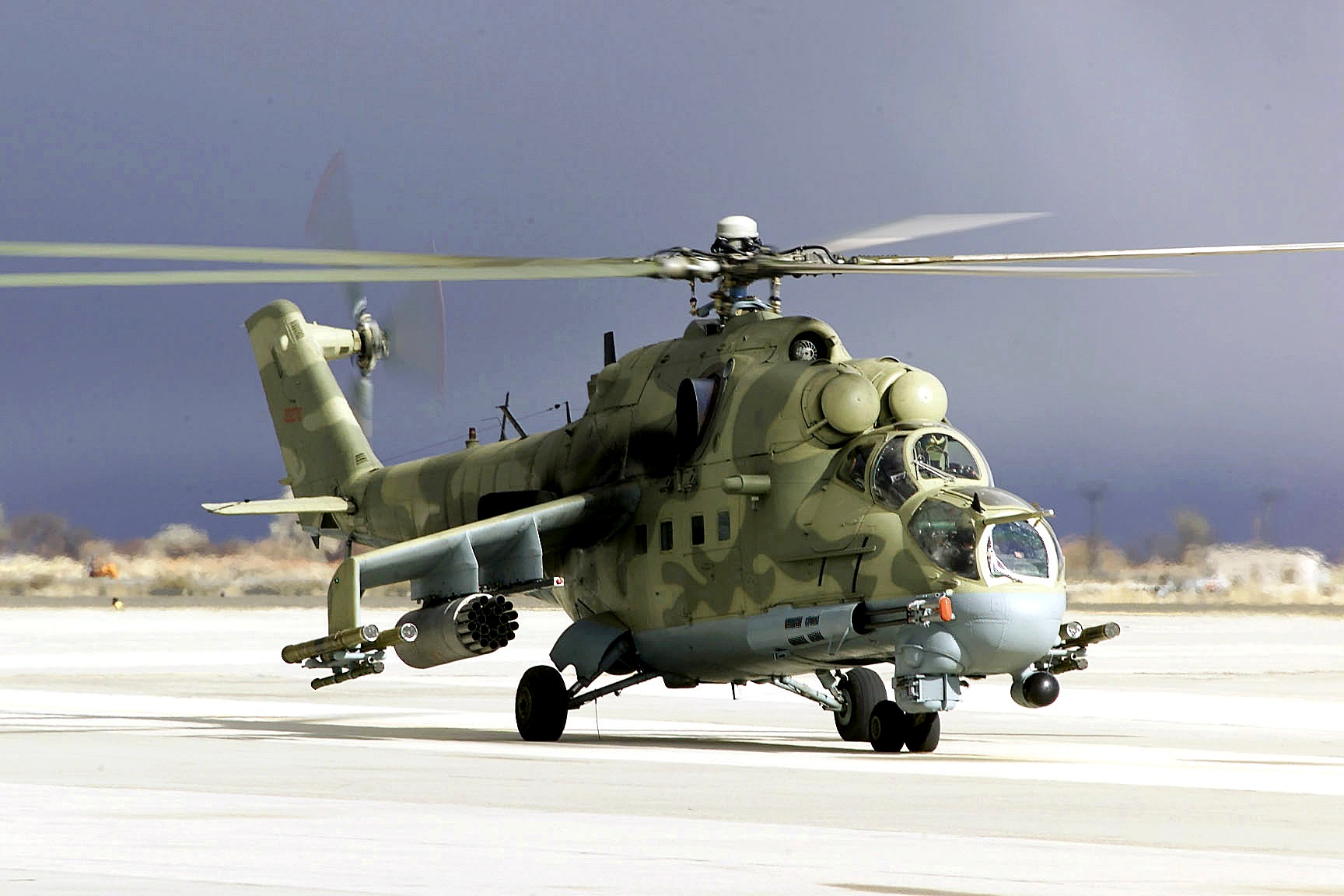
Mi-24

  - Corée du Sud :  la compagnie aérienne Korean Air annonce la commande de deux Airbus A380 supplémentaires pour une somme de 709,34 milliards de wons (400 millions d'euros) pour livraison en mai et juin 2014, ce qui portera sa commande totale du plus grand avion de transport de passagers au monde à 10 appareils.
  - Russie : un hélicoptère Mi-24 de l'armée russe s'écrase près de l'aérodrome de Pougatchev dans la région de Saratov (Volga, sud-ouest), et s'enflamme. Les trois membres d'équipage sont tués.

- - Suède : Le groupe aérien Scandinavian Airlines System, plombé par sa filiale espagnole Spanair, en perte en 2008, annonce une vaste restructuration avec une augmentation de capital d'environ 6 milliards de couronnes suédoises (560 millions d'euros).

- Jeudi 5 février 2009 :
  - Canada : le constructeur aéronautique Bombardier annonce la suppression de 1 360 postes de travail soit 4,5 % de sa main-d'œuvre, en raison d'une baisse de la demande pour ses avions d'affaires.
  - Croatie : un avion Cessna 303 s'écrase  dans une région montagneuse du centre de la Croatie, située dans l'arrière-pays dalmate, avec 3 personnes à son bord, à cause d'un brouillard épais.

- Samedi 7 février 2009, Brésil : un petit avion, Embraer Bandeirante, avec 28 personnes à son bord s'est écrasé en Amazonie. L'appareil parti de Coari s'est abîmé dans le fleuve Manacapuru, à environ 80 km au sud-ouest de la capitale Manaus. Les secouristes ont retrouvé quatre survivants, mais les 24 autres occupants étaient portés disparus ou morts. Ce type d'avion est utilisé par les habitants comme « taxi aérien » pour survoler l'épaisse jungle amazonienne.

- Mercredi 11 février 2009 :
  - Inde : ouverture du 7e Aero India sur la base militaire de Bangalore (sud) où se réunissent les géants mondiaux de l'aéronautique militaire, en pleine crise économique mondiale et dans un contexte de tensions avec le Pakistan. Pendant 5 jours ce salon biennal rassemble 600 exposants de l'armement et de l'aéronautique de défense de 25 pays. L'Inde, équipée à 70 % de matériel russe, est le premier marché d'armements des pays émergents, avec 50 milliards de dollars de contrats potentiels ici à 2018 pour moderniser la quatrième armée du monde en termes d'effectifs. Son budget de la défense représente 2,5 % du PIB et le pays a acheté pour 28 milliards de dollars d'équipements depuis l'an 2000.
  - Pays de Galles : deux avions d'entraînement, biplaces de type Grob de la Royal Air Force, se sont percutés au-dessus de la réserve naturelle de Kensig, près de Porthcawl, lors d'un vol destiné à former de futurs pilotes, causant la mort des  4 militaires britanniques participant à cet exercice.

- Vendredi 13 février 2009 :

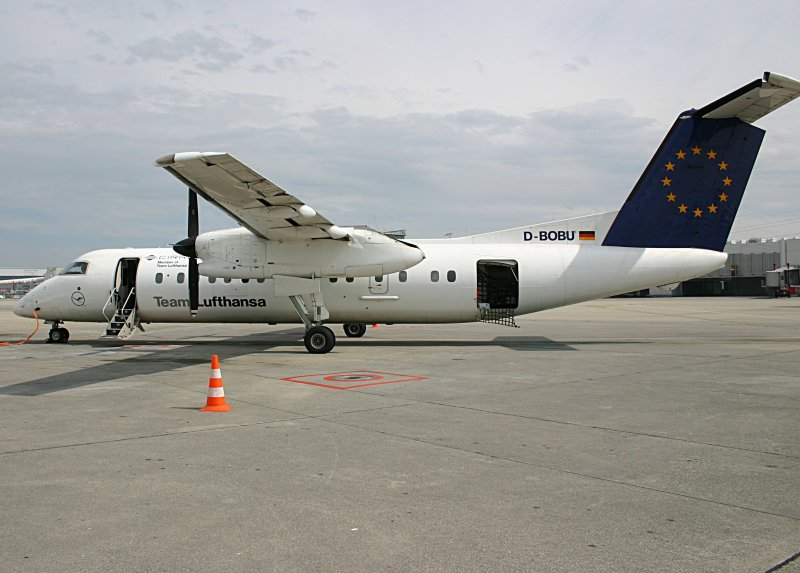
Bombardier Dash-8

  - États-Unis : un DHC-8-402 de Colgan Air assurant le vol Continental Connexion CJC 3407 reliant Newark à Buffalo (New York) s'écrase dans la banlieue résidentielle de Buffalo (New York). L'appareil [N200WQ, c/n 4200] percute une maison avant de prendre feu, tuant les 55 personnes à bord (49 passagers et 5 membres d'équipage) et une personne au sol.
  - Europe : le groupe aéronautique franco-néerlandais Air France-KLM va supprimer 1 000 à 1 200 postes cette année, en bloquant les embauches et ne remplaçant pas les personnes partant en retraite.
  - Suède : l'avionneur Saab annonce une perte nette 2008 de 242 millions de couronnes suédoises (22,4 millions d'euros) contre un bénéfice net de 1,9 milliard en 2007 en raison du net ralentissement de ses activités. Cependant le chiffre d'affaires a été en hausse de 3 % à 23,79 milliards de couronnes suédoises (2,2 milliards d'euros).

- Samedi 14 février 2009 :  un avion de British Airways atterrit en catastrophe à l'aéroport de Londres City sans faire de victimes hormis 4 blessés légers. Le vol BA 8456 en provenance d'Amsterdam avec 67 passagers et 4 membres d'équipage à bord a connu une défaillance de son train avant au moment de l'atterrissage.

- Lundi 16 février 2009 :
  - La compagnie aérienne Singapore Airlines (SIA)  annonce la suppression de  17 % de sa flotte au cours de l'année à venir en raison du ralentissement économique qui a frappé le trafic passagers et cargo.
  - Les douanes britanniques ont arrêté  quinze membres d'équipage de la compagnie aérienne South African Airways à l'aéroport d'Heathrow après avoir saisi cinq kilogrammes de cocaïne d'une valeur de 280 000 sur un vol en provenance de Johannesburg. C'est la seconde fois en moins d'un mois qu'un équipage de la même compagnie est arrêté à Heathrow après la découverte de drogue dans ses bagages.

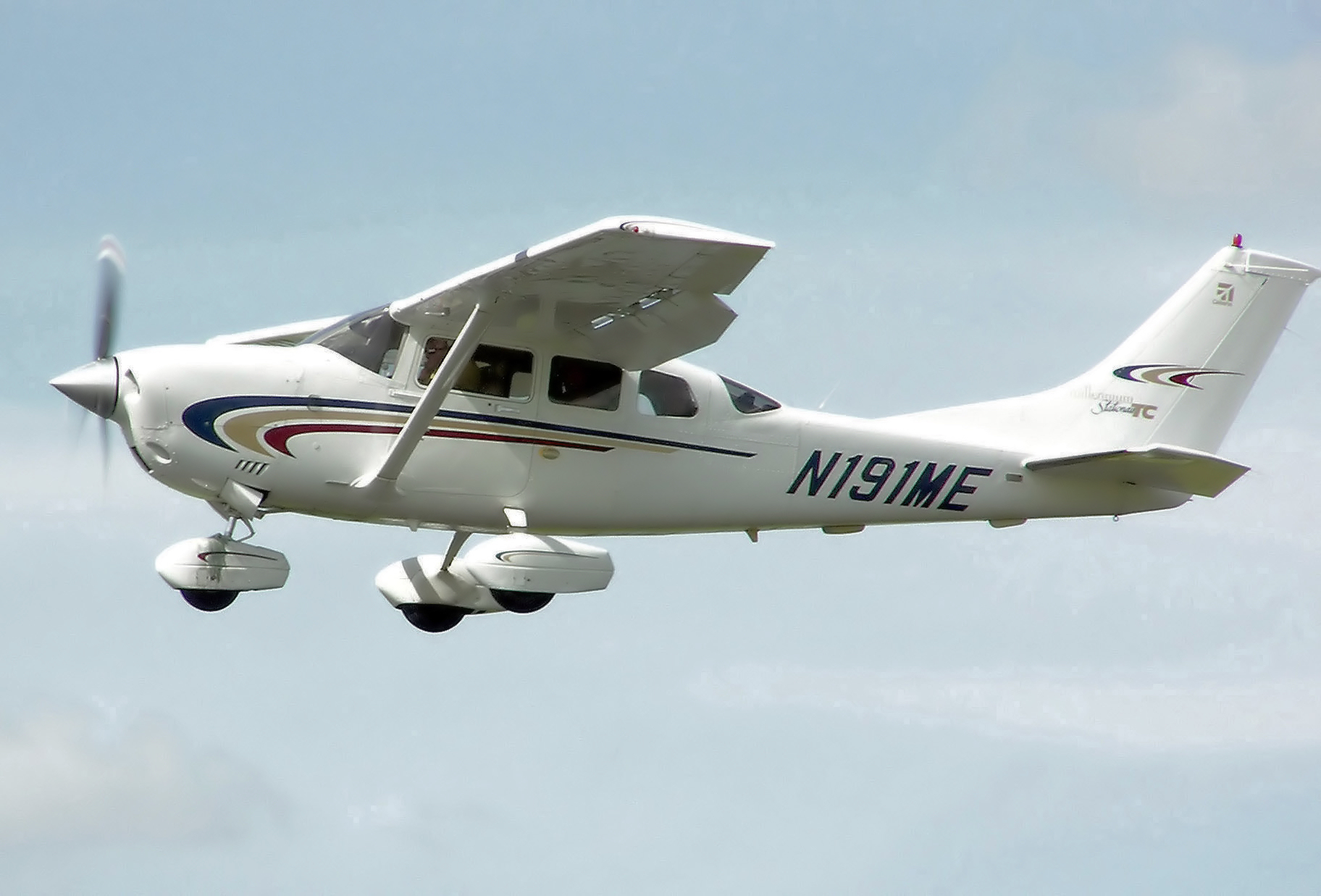
Cessna 206

- Mardi 17 février 2009, Panama : un petit monomoteur Cessna 206 s'écrase près de l'île de Cébaco (province de Veraguas, sud-ouest). Un passager français a été tué, un autre blessé ainsi que le pilote panaméen.

- Mercredi 18 février 2009, Colombie : un avion du renseignement de la Force aérienne colombienne s'est écrasé aux environs de la localité de La Dorada (nord-est) avec à son bord cinq ou six personnes.

- Jeudi 19 février 2009, Brésil : le constructeur aéronautique, Embraer annonce une « réduction de près de 20 % » de ses effectifs qui s'élèvent à 21 362 employés en raison de « la crise sans précédent qui touche l'économie mondiale ».

- Vendredi 20 février 2009, Égypte : un avion cargo ukrainien, Antonov An-12, en provenance de Tanzanie, s'écrase à son décollage de l'aéroport de Louxor où il venait de se ravitailler en carburant. Les cinq membres d'équipage sont morts dans l'incendie de l'appareil.

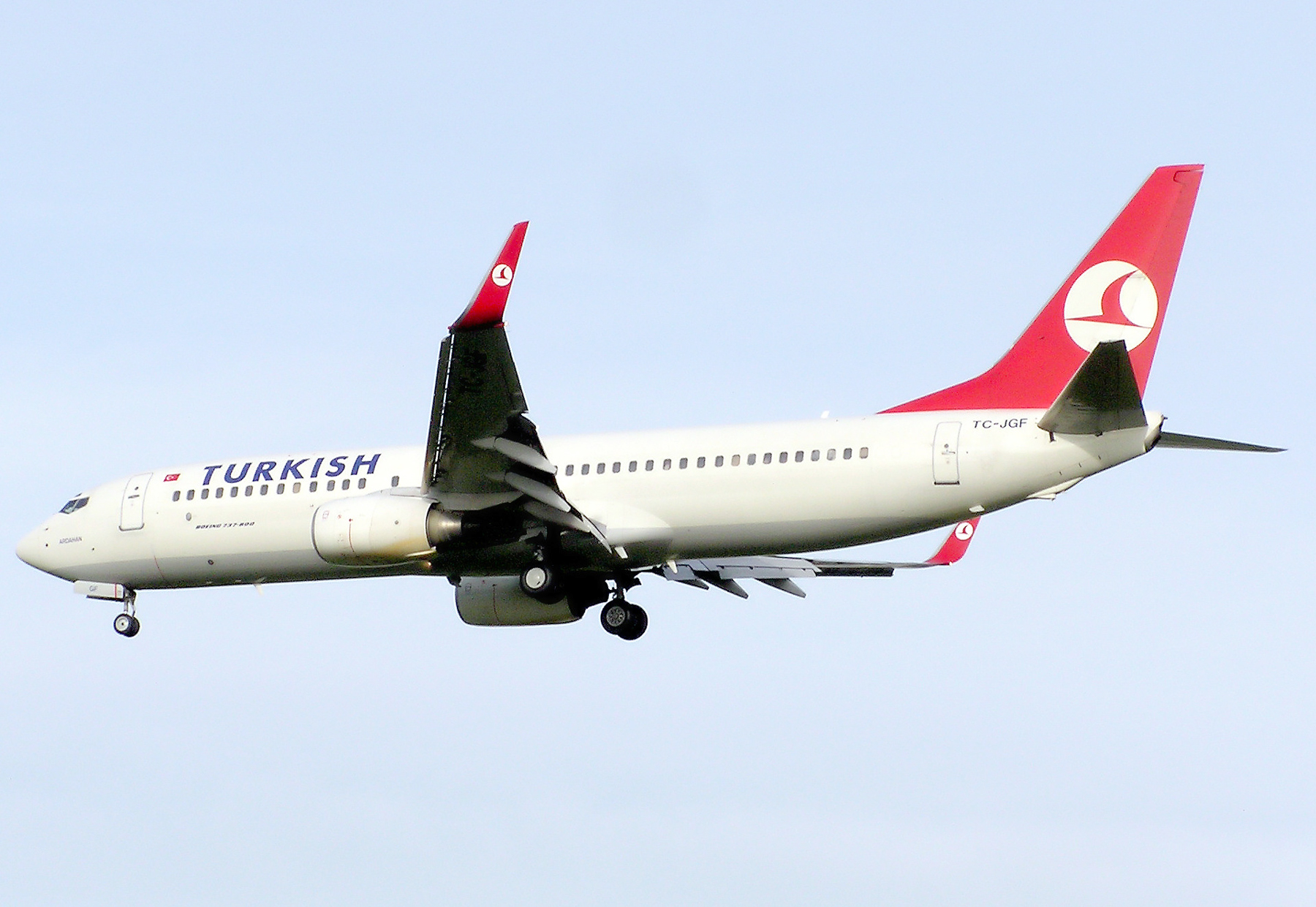
Un Boeing 737-800 de Turkish Airlines

- Mercredi 25 février 2009, Europe : un Boeing 737-800 [TC-JGE, c/n 29789] de la compagnie Turkish Airlines assurant le vol TK1951 entre Istanbul et Amsterdam avec 135 personnes à bord (dont 7 membres d'équipage) s'écrase à 1,5 km du seuil de la piste 18R de l'Aéroport d'Amsterdam-Schiphol, se brise en plusieurs morceaux et prend feu. 9 passagers sont morts, dont 4 membres de l'équipage, 25 personnes ont été blessées grièvement, dont des membres de l'équipage, et une cinquantaine d'autres ont été blessés plus légèrement.

- Jeudi 26 février 2009 : la compagnie aérienne Korean Air annonce le prochain achat de  six Airbus A330 pour un milliard de dollars (780 millions d'euros).

- Samedi 28 février 2009, Roumanie : un avion de type Saab 2000 de la compagnie roumaine Carpatair effectue un atterrissage sur le ventre sur l'aéroport de Timisoara en raison d'une défaillance du train d'atterrissage, sans faire de blessés. L'avion venait de Chișinău (Moldavie) et transportait 47 passagers et quatre membres d'équipage. En prévision de cet atterrissage, les pompiers avaient recouvert la piste d'une couche d'écume ignifuge.

### Mars 2009

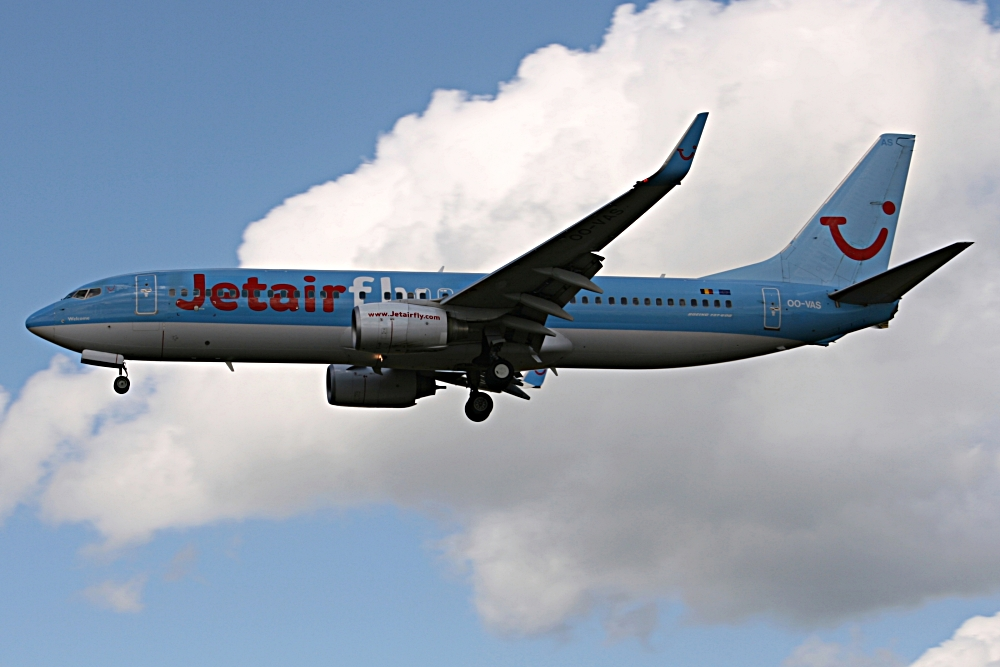
Jetairfly Boeing 737-800

- Dimanche 1er mars 2009, Maroc : une catastrophe aérienne est évitée de justesse à l'aéroport de Casablanca lorsqu'un Boeing 737 de la compagnie à bas prix Jetairfly en provenance de Charleroi (Belgique) a failli entrer en collision lors de son atterrissage avec des avions au sol. L'avion a commis « une erreur de pilotage grave » et « une catastrophe a été évitée grâce aux équipements de l'aéroport et à la vigilance des contrôleurs » et à « un pilote au sol, qui venait d'alerter la tour de contrôle ». Le pilote de l'avion était sur le point de se tromper de piste et d'« entrer en collision avec quatre avions du même type qui s'apprêtaient à décoller ». de l'aéroport Mohammed V de Casablanca, a ajouté le journal.

- Lundi 9 mars 2009, Chine : le premier Airbus A320, assemblé en Chine, devrait être livré en juin, selon le maire de la ville de Tianjin où est installée l'usine de montage. Onze appareils de ce type devraient être assemblés au cours de l'année 2009.

- Mercredi 11 mars 2009, Canada : le constructeur aéronautique Bombardier annonce avoir reçu du groupe allemand Lufthansa une commande ferme de 30 avions de sa nouvelle série CSeries, pour un montant de 1,53 milliard de dollars américains.

- Jeudi 12 mars 2009, Canada : un hélicoptère Sikorsky S-92avec 18 personnes à bord, qui transportait du personnel de plateforme de forage pétrolier « Hibernia », s'est abîmé dans l'océan Atlantique, à 47 milles au sud-est de Saint-Jean-de-Terre-Neuve, dans une mer agitée, après avoir signalé une pression d'huile à zéro dans la boîte de transmission principale. Une seule personne a survécu au crash.

- Samedi 14 mars 2009, Dubaï : la compagnie aérienne, Emirates, dans un rapport de 46 pages, se montre mécontente de la qualité des 4 premiers Airbus A380 qui lui ont été livrés. Elle fait état de défauts de fabrication qui l'ont obligé à annuler des vols. Parmi les défauts mis en évidence figurent des câbles électriques brûlés, des tôles d'habillage arrachées et des problèmes affectant certains éléments des moteurs.

- Lundi 16 février 2009, Singapour : la compagnie aérienne Singapore Airlines (SIA) annonce une chute de 20,2 % du nombre de passagers transportés en février sur un an, soit 1,18 million de passagers, tandis que le volume de fret transporté a baissé 16,9 %. De ce fait elle annonce la suppression de 17 % de sa flotte au cours de l'année à venir.

- Mardi 17 mars 2009 :
  - Argentine : la présidente Cristina Kirchner annonce un projet de nationalisation de l'ancienne usine militaire d'avions de Cordoba, dans le centre du pays, détenue par le groupe aéronautique américain Lockheed Martin.
  - Espagne : Les douanes découvrent dans un avion de tourisme mexicain plus d'une tonne de haschisch en provenance du Maroc. L'appareil piloté par deux trafiquants mexicains avait dû se poser d'urgence près de Valdepeñas (centre) en raison de problèmes mécaniques.

Organisation de l'aviation civile internationale

- Jeudi 19 mars 2009 : selon l'Organisation de l'aviation civile internationale (OACI), le nombre de victimes d'accidents d'avions dans le monde sur des vols réguliers a baissé de 25 % en 2008, à 439, contre 587 en 2007. Selon les chiffres préliminaires fournis par les 190 États membres de cette organisation spécialisée de l'ONU, il y a eu 11 accidents mortels en 2008, nombre inchangé par rapport à l'année précédente. L'OACI note aussi « une diminution significative du taux d'accidents » dans le monde depuis 1990, qui est passé de 19 accidents pour 10 millions de départs cette année-là à environ quatre pour 10 millions de départs en 2008. Sur les vols non-réguliers, il y a eu 12 accidents d'appareils d'une masse supérieure à 2,25 tonnes en 2008, qui ont fait 80 morts, contre 14 accidents et 86 passagers tués en 2007.

- Vendredi 20 mars 2009 :
  - Equateur : un avion militaire de type Beechcraft s'est écrasé sur un immeuble d'un complexe résidentiel au nord de Quito, alors qu'il se dirigeait vers l'aéroport de la capitale. Le crash a causé la mort de ses trois membres d'équipage et de trois civils au sol; il a fait aussi deux blessés.
  - Singapour : la compagnie aérienne Singapore Airlines (SIA) annonce qu'elle allait recevoir les 4 Airbus A380 prévus pour cette année mais qu'elle ne pouvait pas exclure un possible report d'autres livraisons d'appareils face à la chute de son trafic passagers et fret. SIA est la première compagnie à avoir exploité l'avion géant et a commandé 19 appareils, dont six en option. Six exemplaires lui ont déjà été livrés.

- Dimanche 22 mars 2009 :
  - États-Unis : un avion monomoteur, Pilatus PC-12, s'écrase et prend feu  alors qu'il tentait d'atterrir à l'aéroport de Butte (Montana), tuant 14 personnes sur les 17 passagers qui se trouvaient à bord, dont un groupe de 12 enfants, de 6 à 10 ans. Ce type d'appareil est habilité à transporter seulement 12 personnes. Des témoins l'ont vu littéralement plongé avant de s'écraser dans le cimetière.
  - France : un avion de tourisme, monomoteur de marque Jodel, enregistré à l'altiport de Méribel, s'écrase à proximité du col de l’Étendard sur la commune de Saint-Sorlin-d'Arves (Savoie) dans la vallée de la Maurienne. Le pilote et sa passagère — une femme de 76 ans — trouvent la mort. C'est au moment du décollage, après avoir déposé un autre passager, que l'avion s'est écrasé, après avoir été rabattu par une rafale de vent. Le pilote, un ancien médecin officier militaire âgé de 62 ans, Xavier Maniguet, avait été un des acteurs de l'opération des services secrets français contre le navire Rainbow-Warrior. Il était le skipper du voilier Ouvéa qui avait transporté une équipe de la DGSE et les explosifs qui avaient servi à couler le bateau  de l'organisation écologiste Greenpeace, le 10 juillet 1985 dans le port d'Auckland en Nouvelle-Zélande.

- Lundi 23 mars 2009 : le tribunal de Palerme condamne à 10 ans de prison le pilote et le copilote de l'ATR de la compagnie tunisienne Tuninter qui s'était abîmé en mer en août 2005 au large de la Sicile, faisant 16 morts et 23 blessés.

- Mercredi 25 mars 2009 :
  - États-Unis : un F-22 de l'US Air Force, s'écrase dans le désert du sud de la Californie.
  - France : un « incident mécanique » est survenu sur l'un des réacteurs de droite de l'Airbus A319 du président Nicolas Sarkozy, alors qu'il s'apprêtait à décoller pour une tournée dans trois pays africains. Le président et sa suite ont dû changer d'avion sur le tarmac de l'aéroport de Villacoublay.
  - Irak : le ministre irakien de la Défense Abdel Qader Obeidi signe, avec le ministre français de la Défense Hervé Morin, un contrat portant sur l'achat par l'Irak de 24 hélicoptères militaires EC 635 d'Eurocopter. Il s'agit du premier contrat d'armement entre les deux pays depuis 1990.

- Jeudi 26 mars 2009 :
  - Brésil : des morceaux d'un réacteur d'un DC-10 américain de la compagnie Arrow Cargo sont tombés dans le ciel du nord du Brésil, atteignant 22 maisons et une voiture. Aucune personne au sol n'a été touchée et l'avion a pu poursuivre son vol vers Bogota (Colombie).
  - Soudan :  le ministre des Transports, Mabrouk Moubarak Salim, lors d'une interview donnée à Al Jazeera, reconnaît que des avions militaires « étrangers » ont détruit à la mi-janvier sur le territoire soudanais, près de la frontière égyptienne, un convoi de camions transportant illégalement des armes vers la Bande de Gaza. Les faits se seraient produits le 16 janvier — deux jours avant la fin de la guerre dans la bande de Gaza —, au nord de Port Soudan. Plusieurs personnes auraient été tuées. L'identité des avions n'est pas précisée, mais selon CBS, l'aviation israélienne a mené cette attaque au Soudan contre un convoi de 17 camions chargés d'armes destinées au Hamas dans la bande de Gaza. Cette attaque a fait 39 morts des Soudanais, des Éthiopiens et des Érythréens. Les véhicules transportaient des armes légères, des missiles antichars, des explosifs et, selon la presse israélienne, des missiles Fajr iraniens d'une portée de 70 kilomètres[5].

### Avril 2009
- Mercredi 1er avril 2009, Écosse : un hélicoptère Super Puma AS332L2 avec 16 personnes à bord, en provenance d'une plate-forme pétrolière, s'est abîmé en mer du Nord au nord-est des côtes écossaises. L'accident serait dû à « une panne catastrophique » de sa boîte de transmission principale qui a provoqué la rupture du rotor principal.

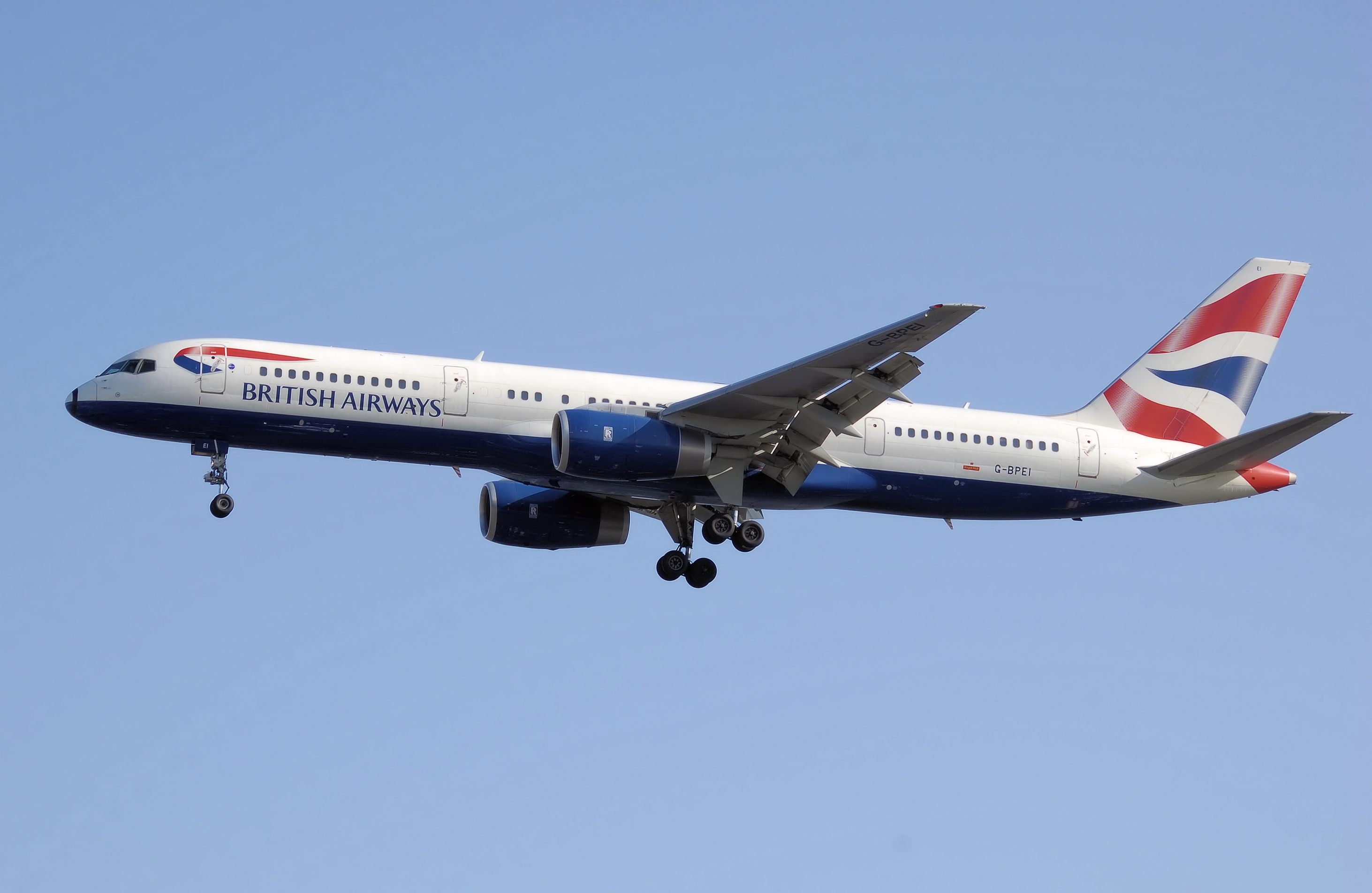
Boeing 757-200 de British Airways
(septembre 2008).

- Jeudi 2 avril 2009, Royaume-Uni : la compagnie aérienne British Airways annonce qu'elle allait vendre onze de ses quinze Boeing 757, afin de réaliser des économies, et qu'ils seraient remplacés par des Airbus A320 en sa possession ou déjà commandés. Les appareils devrait quitter la flotte principale de la compagnie entre 2010 et 2012 et devraient être convertis en avions cargo. Les quatre B757 restants continueront à être exploités par OpenSkies, la filiale créée l'an dernier pour profiter de l'accord « ciel ouvert » entre les États-Unis et l'Europe.

- Vendredi 3 avril 2009 :
  - Brésil : la compagnie aérienne brésilienne Gol-Varig annonce la signature avec le groupe européen Air France-KLM d'un accord de coopération commerciale sur les lignes aériennes entre le Brésil et l'Europe, par partage de code. Air France-KLM apposeront leur code sur les vols de GOL entre São Paulo, Rio de Janeiro et treize grandes métropoles brésiliennes. Cet accord va aussi permettre aux quinze millions de porteurs de carte Flying Blue, le programme de fidélité d’Air France et le programme S'Miles de GOL d’accumuler désormais des miles sur les trois compagnies.
  - Le constructeur aéronautique européen Airbus a devancé Boeing, sur le premier trimestre 2009, enregistrant huit commandes nettes d'avions (22 commandes et 14 annulations) pour 1,8 milliard de dollars alors que son concurrent américain a recensé plus d'annulations que de commandes (28 commandes et 32 annulations). Les annulations d'Airbus concernent toutes des appareils monocouloirs de la famille A320.

- Dimanche 5 avril 2009, Corée du Nord : tir par la Corée du Nord de Kwangmyŏngsŏng-2. Essai de missile balistique selon plusieurs nations.

- Lundi 6 avril 2009 :

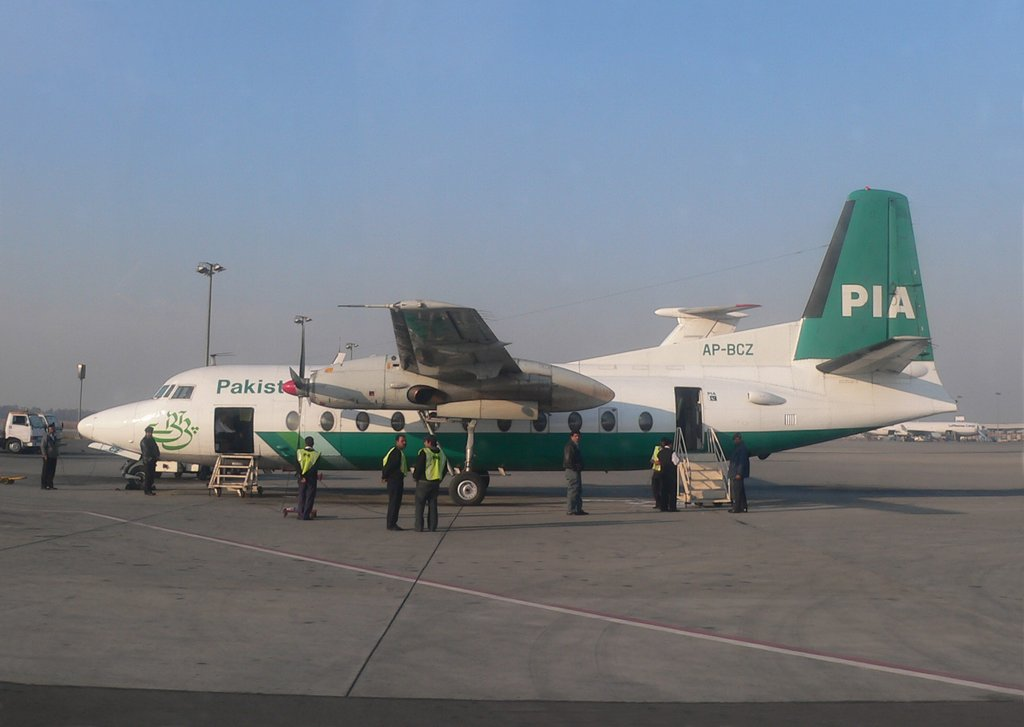
Fokker F27 de la compagnie pakistanaise PIA.
(Avril 2006)

  - Indonésie : vingt-sept militaires indonésiens ont été tués dans le crash de leur avion d'entraînement, un Fokker 27, qui s'est écrasé, avant de prendre feu contre un hangar, sur une base aérienne de l'île de Java à proximité de l'aéroport de Bandung à 110 km de la capitale Jakarta. L'avion a été totalement détruit et seuls 18 corps ont pu être identifiés.
  - Irlande : La compagnie aérienne Aer Lingus annonce la démission immédiate de son directeur général Dermot Mannion, en poste depuis quatre ans, temporairement remplacé par le président Colm Barrington. Dermot Mannion a dirigé la privatisation d'Aer Lingus en 2006. Selon la direction « dans un contexte de marché difficile, le conseil d'administration et la direction étaient déterminés à maximiser le chiffre d'affaires, à réduire les coûts tout en maintenant un bilan solide pour apporter de la valeur aux actionnaires ».

- Jeudi 9 avril 2009, Indonésie : le crash d'un avion-cargo en Papouasie indonésienne cause la mort de six personnes.

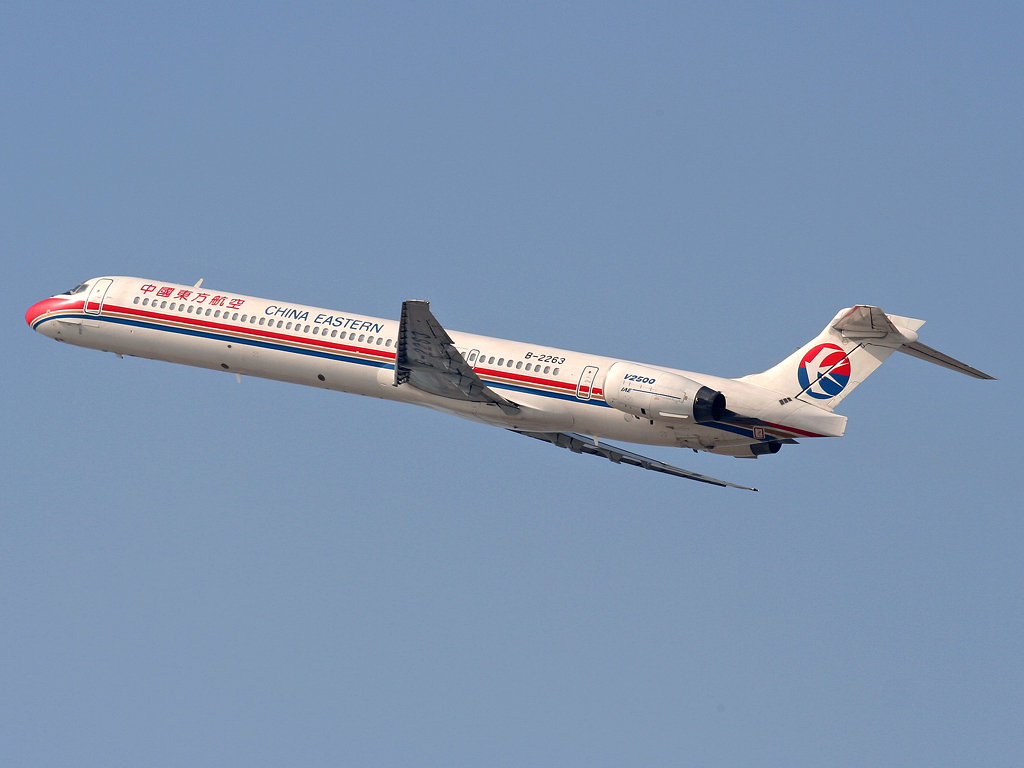
Boeing de la China Eastern Airlines
(janvier 2006).

- Mercredi 15 avril 2009, Chine : la compagnie aérienne China Eastern Airlines, troisième du pays, annonce une perte nette 2008 de 15,3 milliards de yuans (1,7 milliard d'euros), après un bénéfice de 378,6 millions de yuans (42 millions d'euros) en 2007. Selon la compagnie, ces mauvais résultats sont dus à la chute du nombre de passagers, aux cours élevés des carburants et à de mauvais choix dans les contrats de couverture sur carburants dans un contexte de volatilité des prix du pétrole. Le chiffre d'affaires a baissé de 3,4 %, à 41,1 milliards de yuans (4,6 milliards d'euros), alors que les coûts opérationnels ont augmenté de 32,5 % à 56,8 milliards de yuans, les coûts de carburants passant à 18,5 mds yuans (+22,3 %) et la perte de couverture sur les carburants s'est élevée à 6,2 mds yuans. En 2008, la compagnie a reçu du gouvernement une aide de 7 mds yuans pour la renflouer.

- Jeudi 16 avril 2009, Inde : dans le cadre de l'appel d'offres pour le remplacement de 126 avions de combat de l'armée de l'air, l'avion français Rafale de Dassault Aviation est désormais exclu du processus, « car lors des évaluations techniques, la société n'a pas rempli tous les critères requis ». La bataille de se joue maintenant entre les MiG-35 et MiG-29, le Boeing F/A-18E/F Super Hornet, le Lockheed Martin F-16, l'Eurofighter Typhoon et le Saab Gripen.

- Vendredi 17 avril 2009 :
  - Canada : un passager particulièrement perturbé a soudainement ouvert l'une des portes de l'avion, un King Air (15 places), dans lequel il voyageait et a sauté dans le vide à 7 000 mètres d'altitude au-dessus du Grand Nord. L'avion avait décollé de Yellowknife, dans les Territoires du Nord-Ouest et se dirigeait vers Cambridge Bay, dans le territoire du Nunavut.
  - Indonésie : crash d'un avion Pilatus Porter de la compagnie aérienne Mimika Air qui effectuait la liaison entre les villes de Ilaga et Mulia en Papouasie indonésienne. 9 personnes ont trouvé la mort dont des responsables de la commission électorale. En raison du nombre élevé d'accidents, l'Union européenne a placé en juillet 2007 sur sa "liste noire" l'ensemble des 51 compagnies aériennes indonésiennes, leur interdisant ainsi de poser leurs avions dans les 27 pays de l'UE.

- Dimanche 19 avril 2009, Jamaïque : prise d'otages au moment de l'embarquement, dans la soirée, dans un Boeing 737-800, avec 174 passagers et 8 membres d'équipage, de la compagnie CanJet à l'aéroport international Sangster de Montego Bay en direction d'Halifax (Canada). Exigeant qu'on le conduise à Cuba, le pirate de l'air a cependant après des négociations intensives, coordonnées par le premier ministre Bruce Golding et son ministre de la Sécurité nationale, Dwight Nelson, a finalement libéré ses derniers otages avant de se rendre à la police.

- Vendredi 24 avril 2009 :
  - Afrique : la compagnie aérienne Air Sénégal International (ASI), la plus importante compagnie aérienne d'Afrique de l'Ouest, créée en l'an 2000, « a cessé d'opérer et a dû arrêter tous ses vols ». La compagnie est détenue à 51 % par Royal Air Maroc et à 49 % par l'État du Sénégal en conflit ouvert depuis près de deux ans sur la gestion de leur filiale commune. Selon un communiqué : « Depuis plusieurs semaines, Royal Air Maroc n'a cessé d'alerter ses coactionnaires sénégalais sur les risques d'arrêt des activités d'Air Sénégal International. Aujourd'hui, Air Sénégal International a cessé d'opérer et a dû arrêter tous ses vols […] Cette fin d'exploitation est la conséquence inévitable de la situation créée par la partie sénégalaise qui a pris, malgré les multiples mises en garde de Royal Air Maroc, des décisions qui ont nui à l'existence même de sa compagnie nationale ». La crise s'est aggravée début avril à la suite d'une décision d'un tribunal sénégalais interdisant à Royal Air Maroc de se retirer de la gestion d'Air Sénégal. Fin 2007, le Sénégal avait annoncé son intention de prendre le contrôle de la société en reprochant à la RAM d'avoir mal géré l'entreprise.
  - Maroc : un petit avion de tourisme s'écrase à cause de vents violents dans la région de Tichka el Haouz (sud) causant la mort de 4 ressortissants belges — trois hommes et une femme.

- Samedi 25 avril 2009, France :  un hélicoptère de la sécurité civile s'écrase en Haute-Corse au sud-ouest de Bastia à 19 h 35. Les 4 passagers ainsi qu'un nouveau-né trouvent la mort.

### Mai 2009
- Vendredi 1er mai 2009, Chine : les autorités sanitaires ont confirmé un premier cas de grippe A/H1N1 chez un Mexicain de 25 ans arrivé à Hong Kong via Shanghai, tous les passagers du vol ont été placés en quarantaine.

- Dimanche 3 mai 2009, Venezuela : un accident d'hélicoptère de l'armée cause la mort d'au moins 18 personnes dont 17 militaires. L'appareil était en patrouille à la frontière avec la Colombie. Parmi les victimes, un général.

- Mercredi 6 mai 2009, Union européenne : l'avionneur Airbus annonce qu'il change son calendrier de livraisons d'A380 en 2009/2010 « en raison de la crise économique et aéronautique actuelle et à la suite de demandes spécifiques de report des clients », ce qui signifie des reports de livraisons pour 14 appareils double-pont en 2009 (contre 18 prévus) et « plus de 20 » en 2010. Le constructeur confirme à nouveau son intention de réduire les cadences de production des appareils de la famille A320 de 36 à 34 exemplaires par mois à partir d'octobre prochain. Alors que les cadences de production des appareils de la famille A330/A340 sont pour l'heure de 8,5 appareils par mois. Cependant, Airbus confirme son objectif de livrer en 2009 « sensiblement le même nombre d'appareils » qu'en 2008 (483 appareils).

- Samedi 9 mai 2009, Union européenne : le vol 4544 de Lufthansa, assurant la liaison Munich-Lisbonne est pris dans de fortes turbulences, entraînant un atterrissage non prévu à Genève (Suisse). 14 personnes ont été blessées parmi les 147 passagers de l'appareil. Parmi les voyageurs, se trouvait le président du parlement portugais, Jaime Gama, qui rentrait d'un voyage officiel à Pékin accompagné d'un groupe de députés.

- Jeudi 14 mai 2009, Sénégal :
  - Dans le cadre du procès de la catastrophe aérienne de Tambacounda qui le 1er février 1997 a causé la mort de 23 personnes dont 18 Français, le mécanicien est condamné par le tribunal correctionnel de Paris à 30 mois de prison, dont 15 avec sursis, pour homicides et blessures involontaires. Les magistrats lui ont également interdit d'exercer à nouveau la profession de mécanicien en aéronautique. L'avion, un Hawker Siddeley 748 d'Air Sénégal, s'était écrasé au sol trente secondes après son décollage de l'aéroport de Tambacounda, à 400 kilomètres au sud-est de Dakar. 23 personnes avaient péri carbonisées, dont les trois membres d'équipage, un passager italien, un Suisse et 18 Français qui revenaient d'un safari. 29 autres Français avaient survécu mais avec de graves blessures. La catastrophe a été provoquée par l'arrêt du moteur gauche de l'avion du fait de la fermeture de la valve d'alimentation en carburant, que le mécanicien au sol, Moustapha Diagne, aurait oublié de rouvrir avant le départ. Les avocats de la défense et ceux des parties civiles, estiment que le mécanicien n'est qu'un lampiste et qu'Air Sénégal, devenue depuis Air Sénégal International, aurait dû être poursuivi[6].
  - Selon le syndicat des agences de voyages et de tourisme au Sénégal, l'arrêt des vols de la compagnie Air Sénégal International il y a trois semaines, est responsable de la diminution de « 10 % au moins » du nombre de touristes. Air Sénégal était la seule compagnie aérienne à desservir la Casamance.

- Vendredi 15 mai 2009, Guatemala : un petit avion civil s'écrase sur une  habitation peu après son décollage de l'aéroport international de la ville de Guatemala, causant la mort de 6 personnes.

- Lundi 18 mai 2009, Chine : le premier Airbus A320, assemblé hors d'Europe sur la chaîne d'assemblage final d'Airbus à Tianjin (120 km de Pékin), a effectué son premier vol et devrait être livré en juin à une compagnie chinoise, Dragon Aviation Leasing et exploité par Sichuan Airlines. La cadence de production de la ligne d'assemblage doit augmenter jusqu'à quatre appareils par mois d'ici à fin 2011.

- Mardi 19 mai 2009 :
  - Union européenne : le groupe de transport aérien, Air France-KLM annonce une perte 2008/2009 de 814 millions d'euros et la prochaine réduction des effectifs de 2 700 personnes sans licenciements secs.
  - Californie : un hélicoptère HH60 Seahawk de la marine américaine s'est abîmé peu avant minuit dans l'océan Pacifique, au sud de San Diego avec cinq personnes à bord.

- Mercredi 20 mai 2009 :

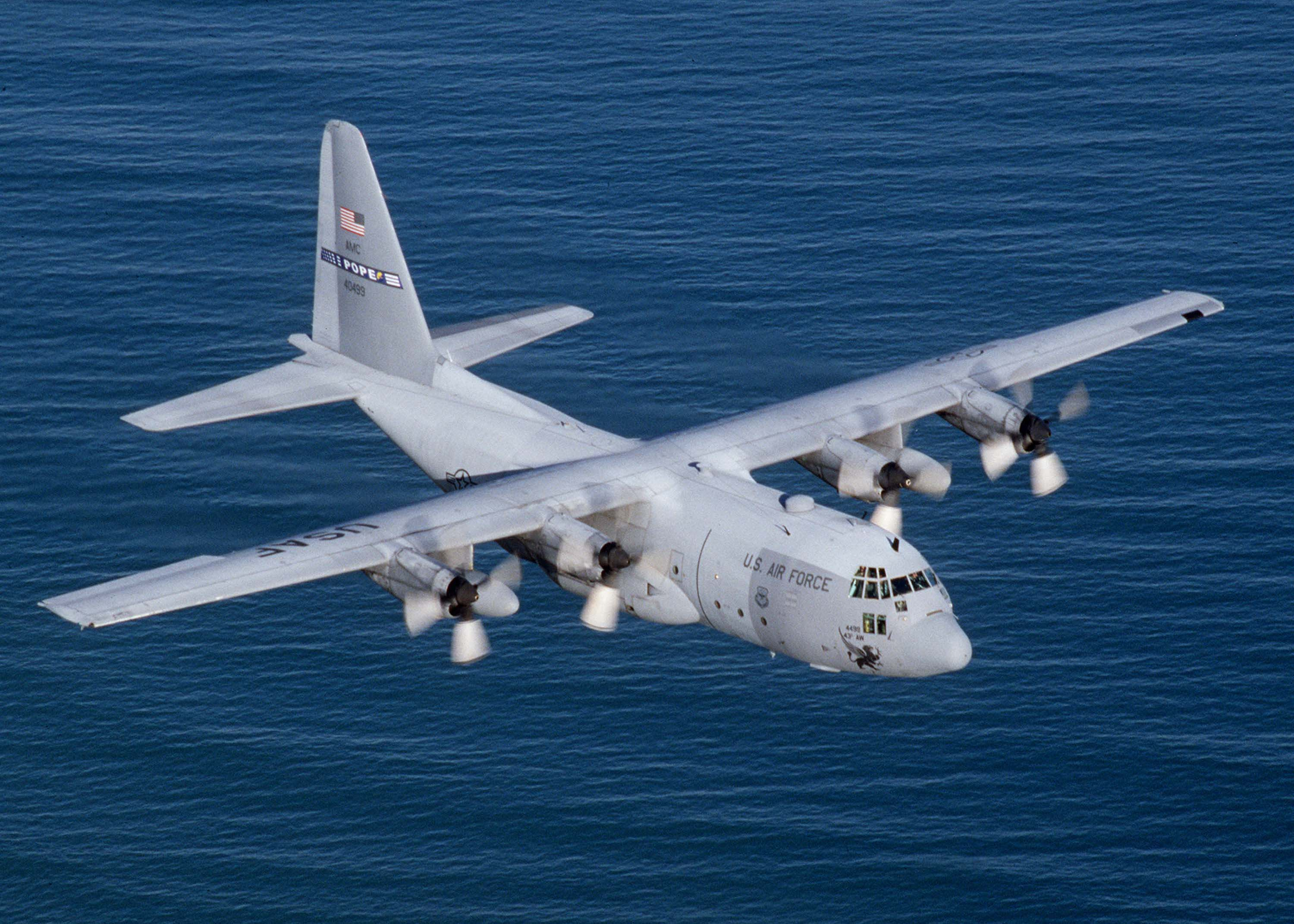
Lockheed C-130 Hercules

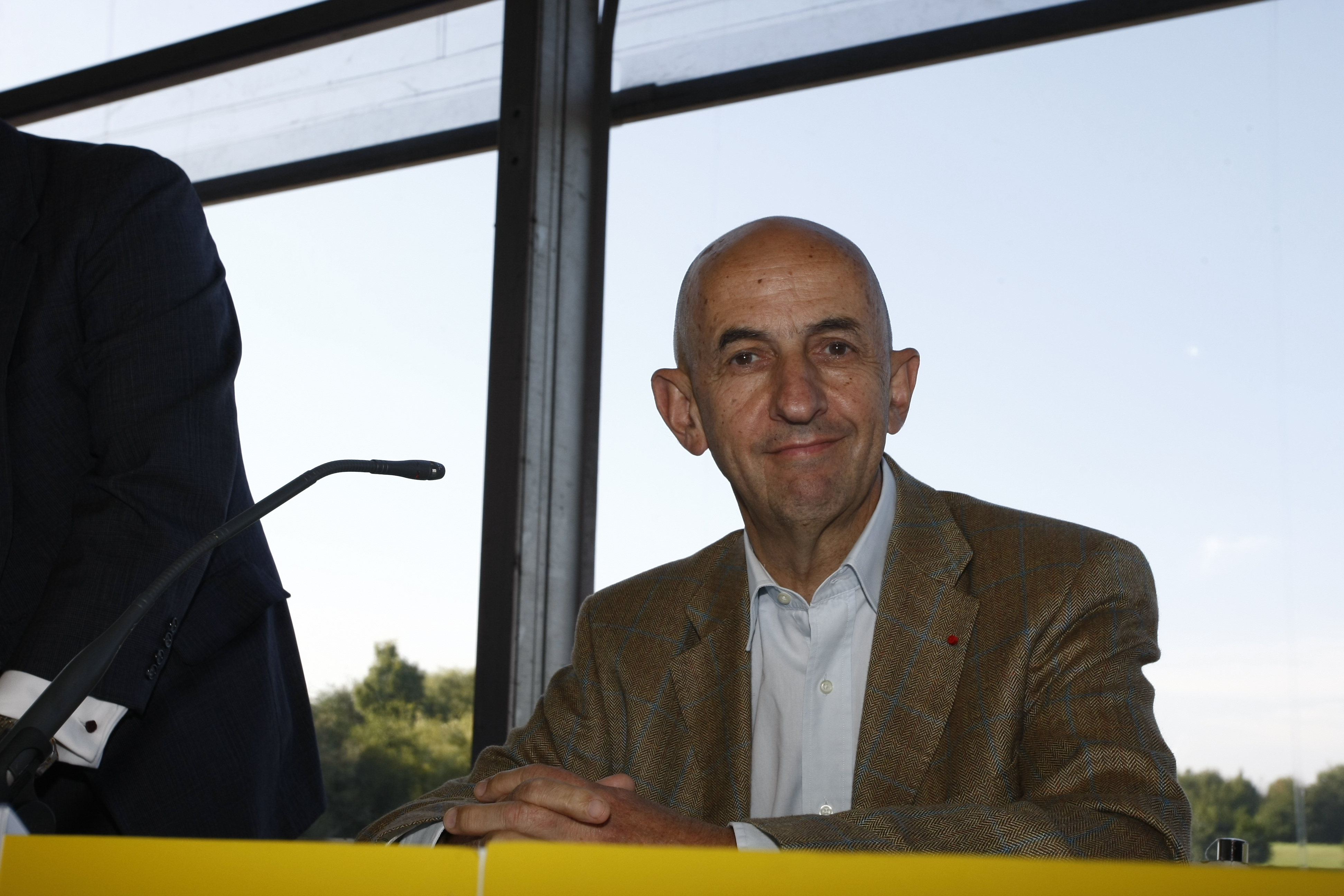
Louis Gallois (été 2008)

  - Indonésie : un avion militaire Hercules L-100-30P s'est écrasé dans une rizière de l'est de l'île de Java et a pris feu tuant au moins 96 passagers, des militaires et leurs familles et 2 villageois tués par la chute de l'avion. 15 autres passagers ont survécu au crash. Parti de Jakarta, l'appareil de l'armée de l'air transportait 11 membres d'équipage et une centaine de passagers, des soldats et des membres de leurs familles, dont 14 enfants, à destination de la province de Papouasie. Il s'est écrasé alors qu'il était en phase d'atterrissage, pour une escale, sur une base militaire proche de la ville de Magetan (160 kilomètres à l'est de Yogyakarta). Avant le choc, l'avion a « heurté plusieurs maisons puis a rebondi sur le sol », a indiqué un témoin, tandis que d'autres assurent avoir entendu un bruit d'explosion lorsqu'il était encore en vol. Ses débris ont été disséminés sur plusieurs dizaines de mètres au milieu de rizières et de champs. Construits par le groupe américain Lockheed, les Hercules C-130 sont des avions d'une capacité de 120 sièges très utilisés dans le monde pour le transport de troupes et de matériel[7],[8].
  - Union européenne : selon le président exécutif du groupe EADS, Louis Gallois, chaque année il manque « 3 000 à 3 500 ingénieurs » dans l'aéronautique en Europe, souhaitant un effort en matière de recherche et d'éducation et estimant qu'en matière de recherche, « la crise pourrait être l'occasion d'exprimer une ambition européenne industrielle forte, et pas seulement dans la défense. C'est le moment d'engager de grands programmes européens. Les sujets de manquent pas: voiture électrique; nanotechnologies, confinement du CO2, l'homme dans l'espace ou les drones militaires »[9].
  - Union européenne : le patron d'Airbus, l'Allemand Thomas Enders, est entendu par la brigade financière à Paris dans le cadre de l'affaire de délits d'initiés présumés de sa maison mère EADS. Il a vendu 50 000 actions EADS issues de ses stock-options en novembre 2005 pour environ 711 750 euros. Au total, 17 dirigeants anciens et actuels d'EADS (neuf Français, quatre Allemands, deux Américains, un Finlandais et un Britannique) sont mis en cause par l'Autorité des marchés financiers (AMF), le gendarme français de la Bourse, sur les conditions dans lesquelles ils ont cédé des stock-options entre 2005 et 2006 qui leur ont rapporté d'importantes plus-values. Ils sont soupçonnés d'avoir bénéficié d'informations privilégiées sur la situation du groupe. Informations qui leur auraient permis de vendre leur titre au cours le plus élevé et donc de s'enrichir personnellement. Il y a déjà eu 5 inculpations dans ce dossier[10].

- Vendredi 29 mai 2009, Turquie : un accident de montgolfière, depuis une hauteur de 200 mètres, cause la mort d'un touriste britannique de 61 ans et fait 10 autres blessés souffrant de fractures. L'aéronef est parti du village de Zele, pour un survol de la région très touristique de Cappadoce connue pour ses habitations troglodytiques et ses églises.

- Samedi 30 mai 2009, Iran : une bombe a été neutralisée dans un avion de ligne intérieure iranienne qui se rendait d'Ahvaz (province du Khouzistan, sud-ouest) à Téhéran. La bombe a été découverte dans les toilettes, 15 minutes après le décollage de l'avion qui avait à son bord 131 passagers. L'avion a immédiatement fait demi-tour pour atterrir à Ahvaz. Ces dernières années, des attentats ont été commis par des groupes rebelles de l'importante minorité arabe de la région[11].

### Juin 2009
- Lundi 1er juin 2009, France-Brésil : un A330-203 [F-GZCP, c/n 660] disparait au-dessus de l'Atlantique Sud avec 228 personnes (216 passagers et 12 membres d'équipage) à bord. Le vol 447 Air France avait quitté Rio de Janeiro pour Paris-Charles-de-Gaulle la veille à 22h03 (LT). À 2h14 GMT, un message automatique a été émis par l'appareil, signalant une panne du circuit électrique. Il se trouvait alors dans une zone de forte activité électro-magnétique au nord de Fernando de Noronha[12]. Parmi les victimes 80 Brésiliens, 73 Français, 18 Allemands, 9 Italiens, 6 Américains, 5 Chinois, 4 Hongrois, 2 Espagnols, 2 Britanniques, 2 Marocains et 2 Irlandais, un Angolais, un Argentin, un Belge, un Islandais, un Norvégien, un Polonais, un Roumain, un Russe, un Slovaque, un Suédois, un Turc, un Philippin et un Suisse.

- Mardi 2 juin 2009 : le plus grand avion de ligne du monde, l'Airbus A380, a desservi pour la première fois commercialement l'Europe continentale en se posant ce matin à Paris, sous les couleurs de Singapore Airlines qui assurera une liaison quotidienne Paris-Singapour aller-retour. Elle a reçu le premier exemplaire le 15 octobre 2007.

- Mercredi 3 juin 2009 :
  - Publication de la chronologie détaillée, par le quotidien brésilien « O Estado de S. Paulo ». À 23 heures, le pilote envoie un signal manuel indiquant qu'il traverse une zone de cumulonimbus noirs chargés d'électricité qui s'accompagne de vents violents et d'éclairs ; dix minutes plus tard, une cascade de problèmes aurait commencé. D'après la rafale de messages automatiques envoyés par l'avion : le pilote automatique s'est désengagé, un système informatique clé est passé en mode d'alimentation de secours alors que les moyens de contrôle nécessaires pour assurer la stabilité de l'avion étaient endommagés. Une alarme montrerait également la dégradation des systèmes de vols. Trois minutes plus tard, selon cette source, de nouveaux messages automatiques auraient signalé une défaillance des systèmes de contrôle de la vitesse, l'altitude et la direction. Le contrôle du principal ordinateur de vol entre autres est également tombé en panne. Les derniers messages avant sa disparition laissent penser qu'il s'est probablement désintégré dans le ciel avant de tomber dans l'Atlantique en indiquant une dépressurisation de la cabine et une défaillance électrique totale[13].
  - Un commandant de bord de la compagnie espagnole Air Comet qui volait — latitude à 7 degrés au nord de l'équateur et en longitude à 49 degrés ouest — non loin de la zone du crash du vol Rio-Paris d'Air France — sur l'équateur et à 30 degrés ouest — témoigne avoir vu un « éclat fort et intense de lumière blanche, qui a suivi une trajectoire descendante et verticale et qui s'est dissipé en six segments », dans une zone proche de l'accident au moment de l'accident[14],[15].

- Jeudi 4 juin 2009 : des premiers débris de l'avion du vol Rio-Paris ont été récupérés par la marine brésilienne : un fragment de la soute à bagages et une bouée.

- Samedi 6 juin 2009, France : la compagnie Air France annonce qu'elle accélère son programme de remplacement de sondes anémométriques (Pitot) sur ses avions Airbus A330 et Airbus A340, « sans préjuger d'un lien » avec l'accident du vol AF 447 Rio-Paris. Des « défauts de fonctionnement » sur les sondes de ses A320, qui absorbaient l'humidité, ont amené Airbus à « édicter en septembre 2007 une recommandation »  de les changer, ce qu'a fait Air France sur tous ses Airbus A320, mais pas sur ses A340/330, « en l'absence d'incidents constatés » sur ce type d'appareils[16].

- Dimanche 7 juin 2009 :
  - Durant le week-end, les premiers dix-sept corps et des dizaines de débris de l'avion du vol Rio-Paris ont été récupérés. Neuf corps ont été recueillis par la frégate brésilienne « Constitucao » et huit par la frégate française « Ventôse ».
  - Selon un document interne d'Airbus, les sondes Pitot, qui auraient livré des informations incohérentes dans le cas du vol AF 447 et dont Air France a accéléré le remplacement sur ses Airbus A330, auraient déjà été sujettes à des défaillances, dont la première remonte à plus de douze ans. Selon ce document daté de novembre 1996, les paramètres mesurés par les Pitot « pourraient être sévèrement dégradés même si le dégivrage de la sonde fonctionne correctement » lorsque l'avion se trouve dans « de puissants cumulo-nimbus […] particulièrement dans la zone de convergence intertropicale », or c'est précisément dans ce type de zone que se trouvait l'A330 d'Air France le soir de la catastrophe.

- Lundi 8 juin 2009, France : le syndicat ALTER d'Air France appelle les pilotes à « refuser » de voler sur les A330 et A340 tant que des modifications techniques sur les sondes de vitesse n'auront pas été apportées sur ces avions et « n'ayant pas au moins deux sondes Pitot modifiées », déplorant que, dans l'attente du remplacement de tous les pitots défectueux, la direction n'« ait pas pris la décision d'immobiliser les A330 et A340 non encore équipés de nouveaux modèles de pitots » et dont le remplacement complet n'est prévu que « dans les prochaines semaines ». Selon la direction d'Air France, la compagnie exploite actuellement 15 Airbus A330 et 19 Airbus A340. Sur cette flotte, tous les avions disposent d'au moins un pitot de dernière génération et neuf avions en « ont au moins deux ou trois »[17].

- Mardi 9 juin 2009, France : Air France a porté plainte auprès de la gendarmerie des transports aériens en France après avoir constaté un acte de malveillance sur l'un de ses Airbus A318 qui devait relier Düsseldorf à Paris. Des mécaniciens d'Air France ont découvert que deux faisceaux électriques reliés à détecteur de fumée situé dans une soute à bagages de l'avion avaient été sectionnés. Selon la compagnie, « cet incident prend un relief particulier après la catastrophe du Rio-Paris, mais ce n'est pas la première fois qu'on assiste à ce type d'actes de malveillance sans conséquence, notamment dans les soutes »[18].

- Mercredi 10 juin 2009 :
  - Espagne : un Airbus A320 de la  compagnie Iberworld, avec 180 passagers norvégiens à  son bord, a effectué un atterrissage d'urgence sur l'île de Grande Canarie après qu'un de ses réacteurs eut pris feu.
  - Vol AF447 Rio-Paris : 41 corps récupérés à ce jour et transférés sur l'île de Fernando de Noronha pour des examens d'identification préliminaires. La France envoie deux remorqueurs de haute-mer, le Fairmont Expedition et le Fairmont Glacier, qui transportent 40 tonnes d'équipement pour aider aux recherches des débris de l'appareil. Le sous-marin nucléaire Émeraude, le navire de recherche Pourquoi pas et le navire amphibie Mistral sont également en route vers la zone des recherches.

- Jeudi 11 juin 2009, États-Unis : selon le  ministère de l'Agriculture et des aéroports, un nouveau programme exposé prévoit la capture et la sélection de 2 000 oies sauvages dans un rayon de huit kilomètres autour des aéroports de JFK et de LaGuardia. Il s'agit d'une mesure destinée à réduire les risques d'accident aérien, d'autres mesures vont consister à installer dans les parcs des panneaux interdisant de nourrir les oiseaux, et de tenter d'empêcher les rassemblements fréquents de volatiles sur Rikers Island, une île hébergeant un pénitencier à 1,6 kilomètre de LaGuardia. Selon l'Aviation fédérale, 77 collisions entre avions et oies se sont produites ces dix dernières années à New York. L'incident le plus important fut celui de l'Airbus qui avait amerri miraculeusement sur l'Hudson en janvier dernier après qu'un vol d'oies sauvages eut détruit ses moteurs[19].

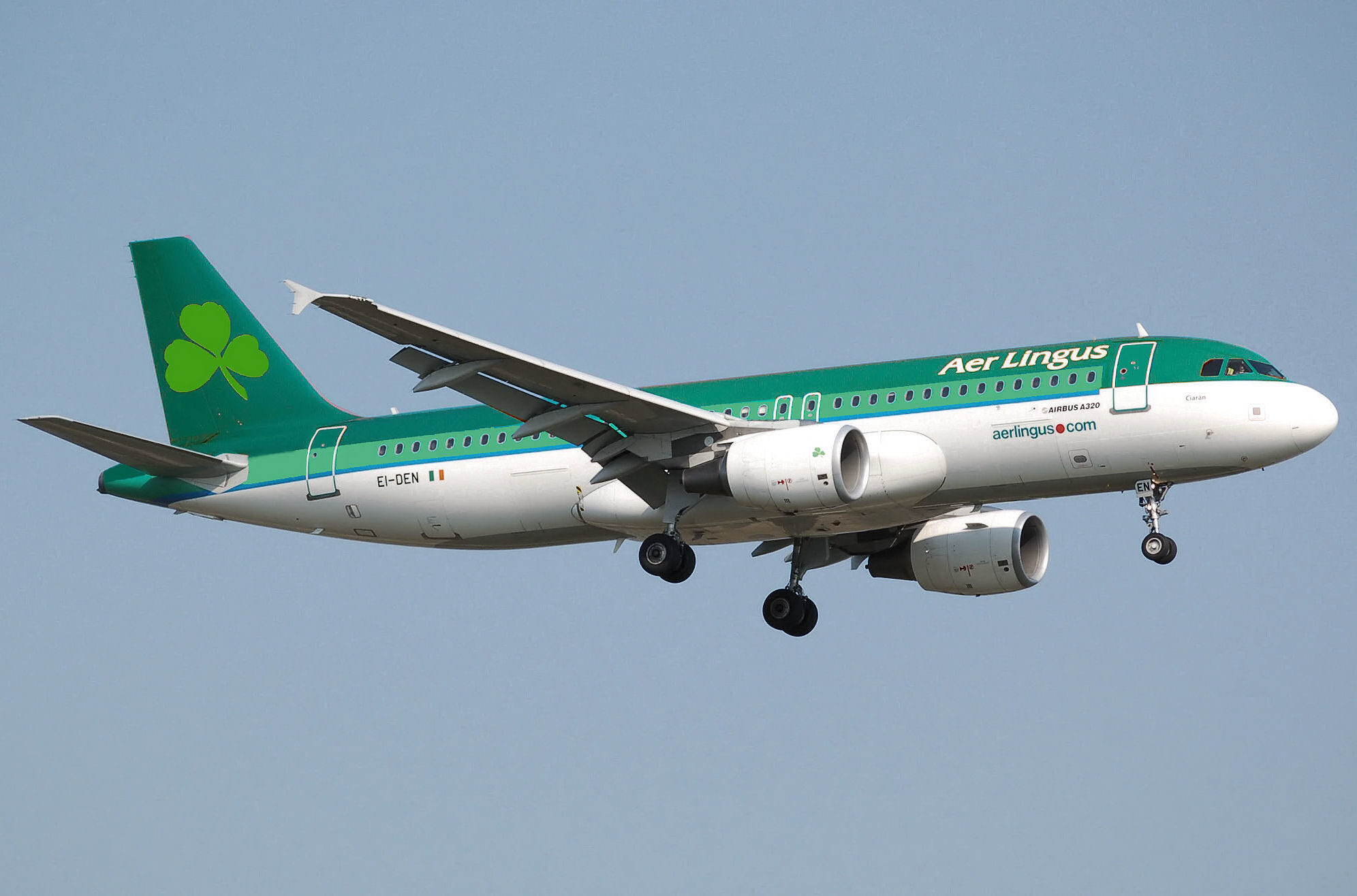
Airbus A320 d'Aer Lingus

- Vendredi 12 juin 2009, Irlande : la compagnie aérienne Aer Lingus, ancienne compagnie nationale, qui connaît de fortes difficultés, annonce la suspension de 25 % de ses vols long-courriers à destination et en provenance des États-Unis depuis Dublin et Shannon. Selon Ryanair, principal actionnaire d'Aer Lingus, ces annonces « illustrent l'erreur faite par la direction et le gouvernement quand ils ont rejeté l'offre de Ryanair qui proposait en janvier de doubler la flotte à 60 appareils, créant ainsi 1 000 nouveaux emplois ».

- Samedi 13 juin 2009, Vol AF447 : selon les experts aéronautiques, les premiers débris de l'Airbus repêchés en plein Atlantique semblent indiquer que sa chute a été soudaine et qu'il n'a pas explosé en vol. La tragédie s'est déroulée si vit que l'équipage n'a pas eu le temps de réagir et que les passagers ont été pris de surprise[20]. À ce jour 50 corps ont été repêchés.

- Lundi 15 juin 2009, Union européenne : l'avionneur Airbus annonce son premier grand contrat de l'année, au premier jour du Salon du Bourget assombri par la crise : Qatar Airways, une des grandes compagnies du Golfe, a acheté 24 moyen-courriers de la famille des A320 pour 1,9 milliard de dollars.

- Mardi 16 juin 2009 :

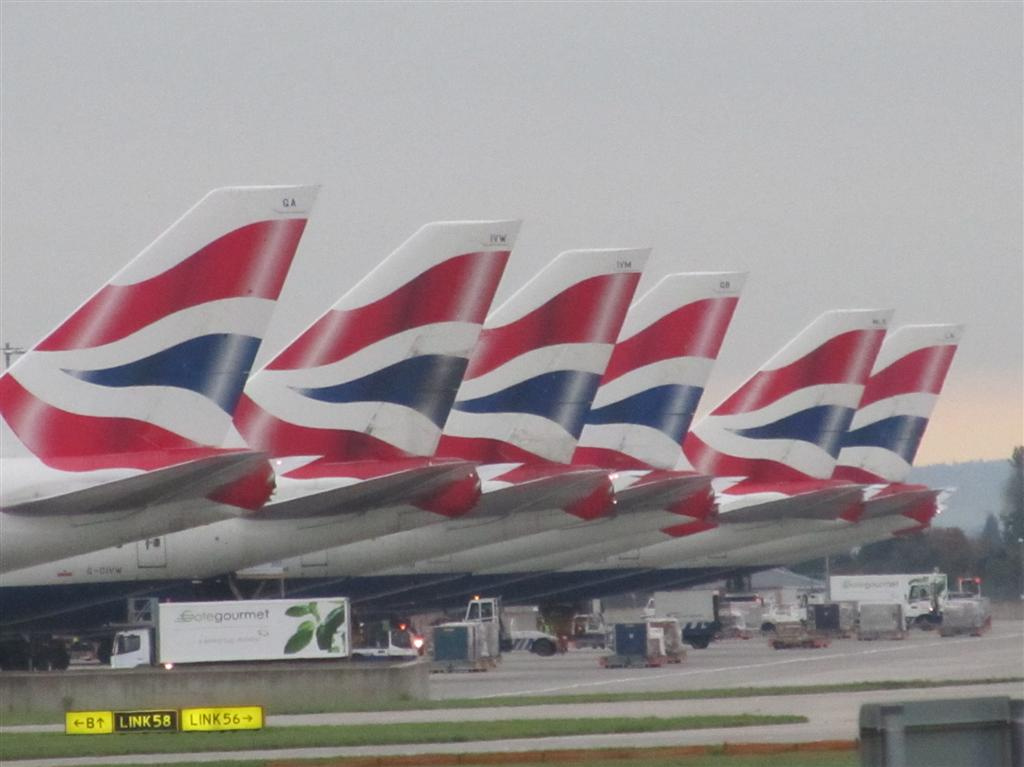
British Airways

  - Royaume-Uni : la compagnie aérienne British Airways appelle, dans un courrier électronique adressé à ses quelque 30 000 salariés au Royaume-Uni, à suivre l'exemple de leur patron, Willie Walsh et de travailler gratuitement une semaine à un mois, afin d'aider leur entreprise « à survivre ». Depuis le mois dernier, le groupe leur propose, sur une base volontaire, de prendre des congés non payés ou de travailler à temps partiel, afin d'aider à réduire la masse salariale. La compagnie a essuyé une perte nette part du groupe de 375 millions de livres (425 millions d'euros) sur l'année achevée le 31 mars, contre un bénéfice de 712 millions un an plus tôt. La compagnie a énormément souffert de la crise économique, qui a fait s'effondrer le trafic de ses très lucratives classes supérieures (-17,2 % sur un an).
  - Arianespace a signé en 2008 treize contrats « sur un total de 18 ouverts à la compétition », confirmant ainsi sa position de leader mondial sur ce marché. Le chiffre d'affaires pour 2008 a été de 955,7 millions d'euros pour un résultat net de 2,5 millions, « positif pour la sixième année consécutive ». En 2008, six Ariane-5 et un lanceur Soyouz ont lancé avec succès « 11 satellites et pour la première fois, l'Automated Transfer Vehicle (ATV) Jules Verne vers la Station spatiale internationale, soit près de 65 tonnes mises en orbite ». Pour 2009, « l'objectif est d'effectuer sept lancements d'Ariane-5 »[21].

- Mercredi 17 juin 2009 :

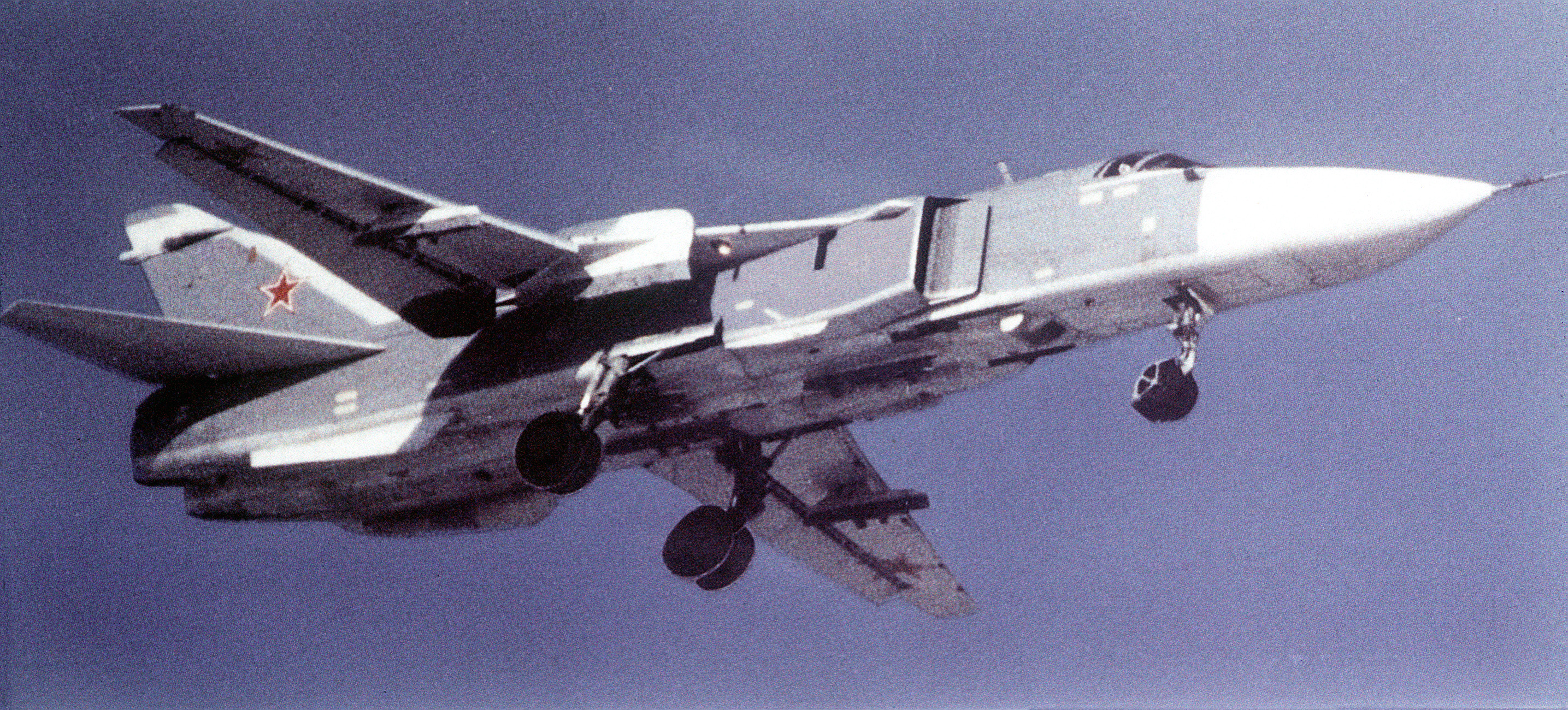
Soukhoï Su-24

  - Russie : un avion militaire Su-24 s'est écrasé sur la piste de l'aérodrome de Montchegorsk (région de Mourmansk). Ses deux pilotes ont pu s'éjecter à temps de l'appareil et sont saufs. L'accident serait dû à une déficience technique.
  - Chine : Eastern Air annonce qu'elle allait acheter 20 Airbus A320 après un accord signé la semaine dernière avec l'avionneur européen pour un prix catalogue de 1,45 milliard de dollars (1,04 milliard d'euros), mais admet avoir obtenu des remises « équitables et raisonnables ». La livraison des appareils s'échelonnera de 2011 à 2013.
  - Union européenne : la Banque européenne d'investissement (BEI), dans le cadre du Mécanisme européen pour des transports propres (METP), accorde un prêt de 300 millions d'euros au groupe français Safran qui « servira à financer la R&D de moteurs aéronautiques faiblement consommateurs en carburant et plus respectueux de l’environnement ». Sa filiale, le motoriste aéronautique Snecma, développera un moteur destiné aux avions monocouloirs de 110 à 210 places qui réduira de 16 % la consommation de carburant, de 15 à 20 décibels les émissions sonores et de 60 % les émissions d'oxyde d'azote. Le groupe travaille aussi sur une technique, dite « open-rotor », qui devrait permettre à terme une amélioration de 25 % de la consommation de carburant et des émissions de dioxyde de carbone.

- Jeudi 18 juin 2009 :
  - Le pilote (61 ans) d'un Boeing 777 de la compagnie Continental meurt en plein vol, lors d'un trajet entre Bruxelles et New York. Le copilote et un autre pilote qui se trouvait également sur le vol ont pris le relais.
  - Un dirigeable à énergie solaire est présenté au salon du Bourget[22].
  - France : selon une note interne diffusée aux pilotes, Air France-KLM reconnaît au total neuf incidents de givrage des sondes Pitot de mesure de vitesse entre mai 2008 et mars 2009, dont huit sur des avions long-courrier A340 et un sur un A330, mais selon le Bureau d'enquêtes et d'analyses (BEA) chargé de l'enquête technique il n'y a « encore aucun lien établi » entre ces sondes et la catastrophe. En septembre 2007, Airbus avait recommandé aux compagnies le remplacement des anciennes sondes par les nouvelles, plus performantes, sur les A320 et les A330/A340, mais sans que cela ne revête un caractère obligatoire[23].

- Vendredi 19 juin 2009 :
  - Union européenne : le constructeur aéronautique Airbus a engrangé 127 commandes, dont 58 fermes, et engagements d'achats au salon aéronautique du Bourget, atteignant 12,9 milliards de dollars. Depuis le début de l'année, Airbus a engrangé 150 commandes d'avions.
  - Turquie : Airbus a signé un protocole d'accord avec Turkish Airlines pour sept long-courriers Airbus A330.

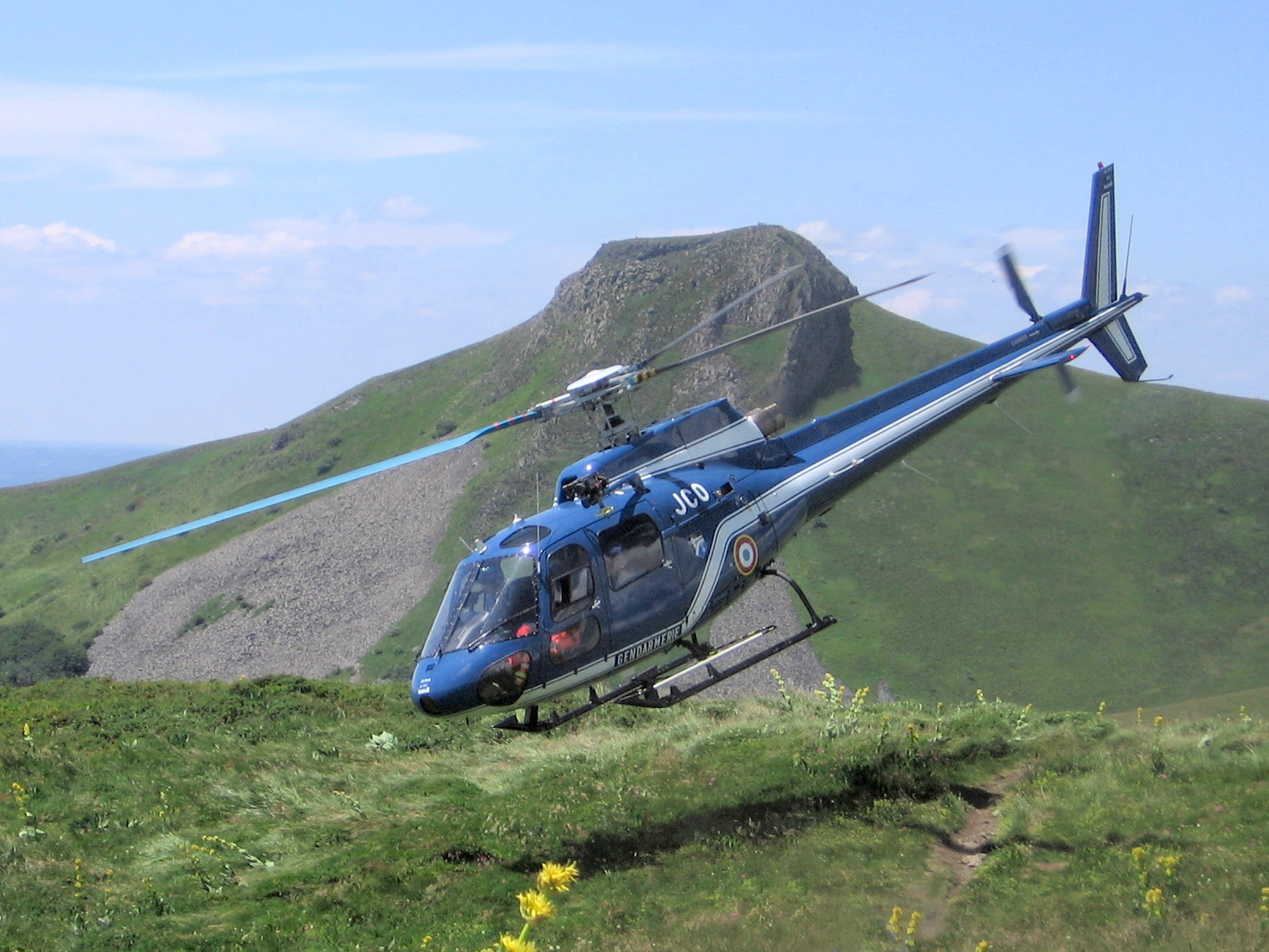
Eurocopter AS-350 Écureuil

- Samedi 20 juin 2009, France :  un hélicoptère de type Écureuil s'écrase près du Mont-Cordon, sur la commune de Brégnier-Cordon (Ain) tuant les 6 passagers et le pilote en début de soirée[24].

- Lundi 22 juin 2009 :
  - Belgique, Allemagne : la Commission européenne autorise la prise de contrôle de la compagnie aérienne Brussels Airlines, héritière de la Sabena, par sa concurrente allemande Lufthansa, à la suite de concessions de cette dernière, sur les lignes depuis Bruxelles, permettrant à de nouveaux entrants d'exploiter des vols sur chacune des quatre liaisons (Munich, Hambourg, Francfort et Zürich) qui suscitait les craintes de la Commission.
  - Europe : les ministres de la Défense des sept pays partenaires du futur Airbus A400M tiennent à Séville (sud) une réunion capitale pour l'avenir de l'avion de transport militaire, devant décider de l'octroi ou non d'un délai de six mois pour renégocier le contrat. Victime d'importantes difficultés de mise au point, l'avion accuse un retard d'au moins trois ans[25].
  - Royaume-Uni : la compagnie aérienne Virgin Atlantic passe commande à l'avionneur Airbus, 10 biréacteurs A330-300, pour 2,1 milliards de dollars (1,5 milliard d'euros).
  - Slovaquie : la compagnie aérienne à bas coûts SkyEurope, cotée à la Bourse de Vienne et en proie à des difficultés financières structurelles, a déposé volontairement son bilan, obtenant « du tribunal compétent de Bratislava le gel des créances afin de permettre à sa direction de mener à bien une réorganisation ». Selon la direction, « SkyEurope a effectué volontairement cette démarche pour se donner le temps d'optimiser le potentiel de son réseau, de réorganiser ses dettes et de rendre l'entreprise plus attractive pour des investisseurs potentiels ».

- Mardi 23 juin 2009, Chine : le constructeur aéronautique européen Airbus a livré à son propriétaire Dragon Aviation Leasing et à la compagnie régionale qui l'exploitera Sichuan Airlines, le premier de Airbus A320 assemblé en Chine, à l'usine de Tianjin, sa seule usine hors d'Europe. Une dizaine de moyen-courriers A319/A320 doivent être livrés cette année, avant que la cadence de production ne passe à quatre appareils mensuels d'ici à fin 2011[26].

- Mardi 30 juin 2009 :

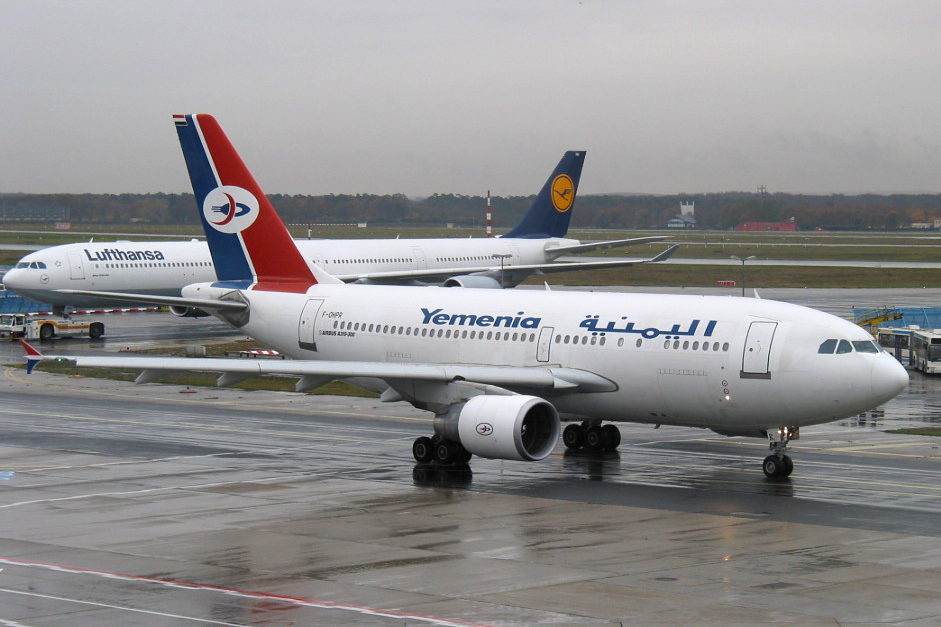
Un Airbus A310 de Yemenia

  - Comores : le vol 626 Yemenia, un Airbus A310 s'écrase en mer au large des Comores avec 153 personnes à bord essentiellement des Comoriens et des Français, une seule rescapée. L'avion s'est abîmé en mer aux premières heures de la matinée, à plusieurs milles marins des îles Comores, avec à bord 142 passagers et 11 membres d'équipage. Partis de Paris-Roissy en Airbus A330 de Yemenia, ils avaient changé d'appareil à Sanaa (Yémen) pour embarquer sur A310 en direction de Djibouti puis Moroni.
  - Comores : le ministre français des Transports, Dominique Bussereau, annonce que des moyens français étaient mis en œuvre, après l'accident de l'Airbus A310 de la compagnie nationale Yemenia au large des Comores cette nuit : « Deux navires sont partis de la Réunion proche, et un Transall médicalisé […] On va voir également les moyens disponibles à Mayotte, à proximité immédiate des Comores ». Selon le ministre, la compagnie Yemenia Air « n'est pas sur la liste noire des compagnies aériennes sinon elle n'aurait pas eu l'autorisation de partir de Roissy » et  l'Airbus A310 « est un des avions les plus connus dans le monde et les plus utilisés »[27]. Cependant, il reconnaît lors de la séance de questions à l'Assemblée nationale, que cet Airbus A310-300 avait été « exclu du sol national » pour « irrégularités » il y a quelques années[28]. L'A310 datait de 1990, avait 51 900 heures de vol et la compagnie aérienne Yemenia l'exploitait depuis octobre 1999[29].

### Juillet 2009
- Vendredi 3 juillet 2009 :
  - Selon l'Association internationale du transport aérien (IATA), moins d'accidents d'avion se sont produits depuis le début de l'année, estimant cependant : « Des accidents importants se sont produits cette année, mais il faut garder à l'esprit que la sécurité est globalement meilleure cette année que l'année précédente ». Au total, 37 accidents ont été répertoriés depuis le début de l'année, contre 67 sur la même période en 2008, dont 11 sérieux (contre 12 l'année dernière). Un bilan des personnes tuées dans les accidents n'est pas encore disponible.
  - Pakistan : l'accident d'un hélicoptère de l'armée pakistanaise cause la mort de 26 membres des forces de sécurité dans le Waziristan.

- Lundi 6 juillet 2009, Irlande : la compagnie aérienne irlandaise à bas coûts Ryanair fait un point sur ses nouvelles idées actuellement à l'étude : faire voyager une partie de ses passagers quasiment debout installés dans des supports verticaux, ce qui permettrait une réduction du prix de 50 % ; faire payer l'utilisation des toilettes ; faire payer davantage les passagers les plus corpulents[30].

- Mardi 7 juillet 2009 :
  - Afghanistan : le crash d'un hélicoptère dans le sud de l'Afghanistan cause la mort de 3 soldats de l'OTAN — deux Canadiens et un Britannique.
  - Yémen : le PDG de la compagnie Yemenia menace de réexaminer la commande de 10 Airbus A350 en cas de poursuite de « pressions » et de « non coopération de la France et d'Airbus » dans l'accident de l'A310 qui s'est abîmé en mer le 30 juin au large des Comores et qui a fait 152 morts[31].

- Mardi 14 juillet 2009 :
  - Afghanistan : un hélicoptère transportant des civils étrangers travaillant pour les forces internationales s'est écrasé dans la province de Helmand tuant au moins six passagers et un enfant afghan au sol.
  - Indonésie : la Commission européenne annonce le retrait de quatre compagnies aériennes indonésiennes, dont Garuda Indonesia, Airfast, Mandala et Premiair, de la liste noire de l'UE « car elles répondent aux normes de sécurité internationales »[32].

- Mercredi 15 juillet 2009 :

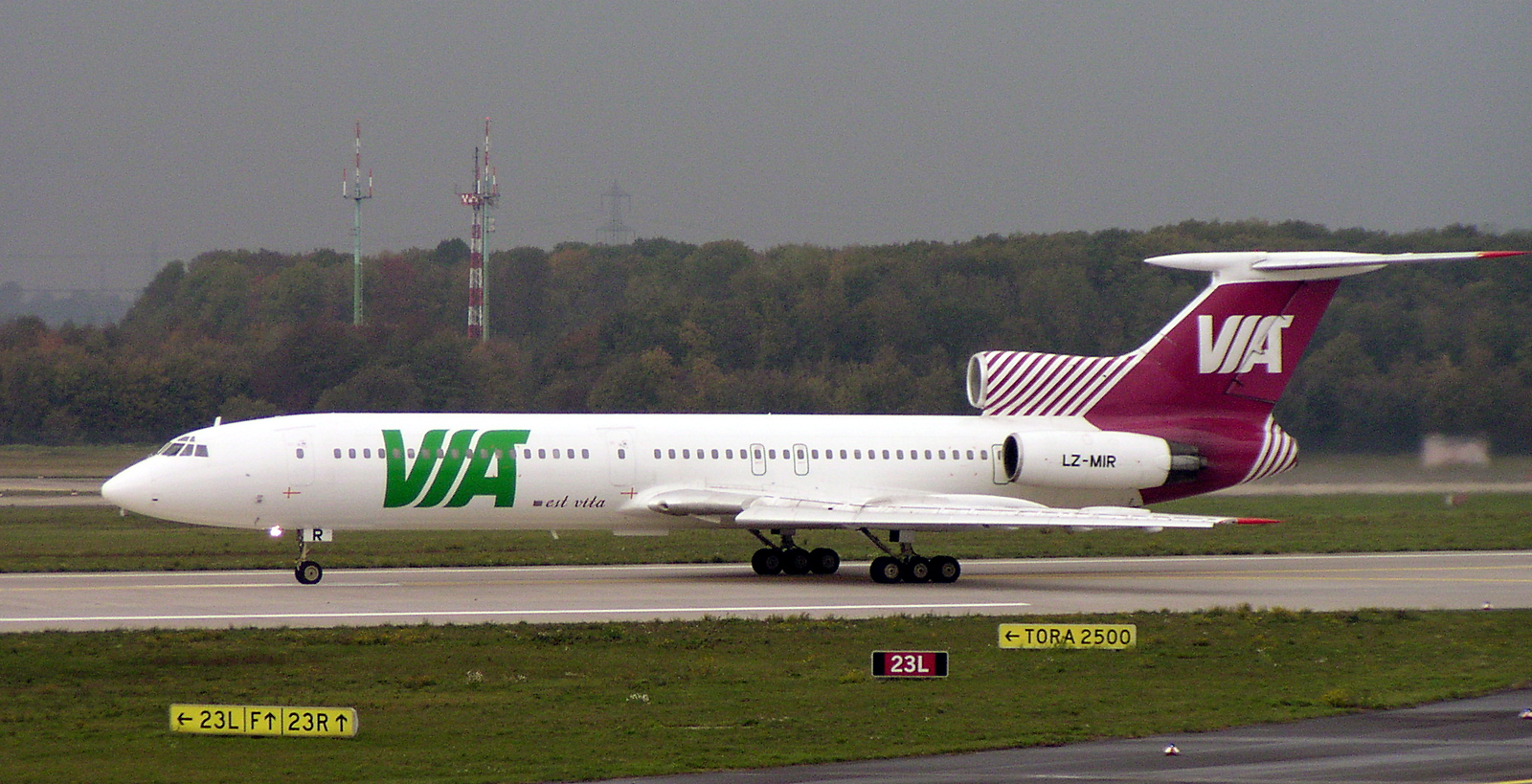
Tupolev Tu-154M

  - Iran : un Tupolev Tu-154 de la compagnie aérienne Caspian Airlines s'est écrasé dans un champ au nord de l'Iran, faisant 168 morts dont 153 passagers et 15 membres d'équipage. Le vol 7908 Caspian Airlines qui assurait la liaison Téhéran-Erevan a décollé à 11h33 (07h03 GMT) à l'aéroport international Imam Khomeini  de Téhéran et s'est écrasé 16 minutes plus tard à 11h49 (07h19 GMT) près du village de Janat-Abad (province de Qazvin). Selon certains témoignages, le réacteur gauche de l'avion aurait pris feu en plein vol avant de s'écraser et d'exploser, condamnant l'ensemble des passagers.
  - Russie : nouvel échec du test du nouveau missile intercontinental Boulava (SS-NX-30 dans la classification de l'OTAN), censé devenir le fleuron des forces stratégiques russes, jetant une ombre sur sa capacité de modernisation et de dissuasion nucléaire. Lancé en mer Blanche depuis le croiseur sous-marin « Dmitri Donskoï », il s'est désintégré en vol à la suite d'une défaillance au premier étage de la fusée. Il s'agit du dixième essai en échec. Le Boulava a une portée de 8 000 kilomètres et peut être équipé de dix ogives nucléaires hypersoniques de 100 à 150 kilotonnes à trajectoire indépendante[33].

- Samedi 18 juillet 2009, Afghanistan : un avion de combat américain F-15E s'est écrasé dans le centre du pays, tuant les deux personnes qui se trouvaient à bord.

- Dimanche 19 juillet 2009 :
  - Afghanistan : un « hélicoptère civil » russe MI-8 s'écrase près de l'aéroport de Kandahar « alors qu'il décollait », tuant au moins seize civils et en blessant cinq autres.
  - Afghanistan : un avion de chasse de la force internationale de l'OTAN (Isaf) s'est écrasé sur la base de Kandahar blessant ses deux pilotes.

- Lundi 20 juillet 2009, Maroc : la chute d'un avion de tourisme cause la mort de ses quatre passagers (2 Portugais, un Français et un Marocain). L'avion en provenance du Portugal s'est écrasé à moins d'un kilomètre de l'aérodrome de Tit Mellil, près de Casablanca.

- Mardi 21 juillet 2009, États-Unis :
  - Le transporteur aérien Continental Airlines, basé à Houston (Texas), annonce la suppression de 1 700 emplois, soit environ 4 % de ses effectifs mondiaux, pour faire face à des pertes qui s'accentuent. Ces suppressions s'ajoutent à une réduction de 500 postes chez ses agents de réservation. De plus certains services vont devenir payants.
  - Le constructeur aéronautique Lockheed Martin annonce une bonne tenue de l'activité (+7,0%), grâce à la progression des ventes d'avions de combat F-35 et F-16, cependant baisse de ventes des avions F-22, C-130, C-5 et de l'activité dans l'informatique et les services[34].

- Mercredi 22 juillet 2009 :
  - Russie : un hélicoptère MI-8 survolant un gazoduc s'est écrasé dans la région de Volgograd tuant 6 des 8 passagers.
  - Russie : après le  nouvel échec du cinquième essai de lancement du  missile intercontinental russe « Boulava », le responsable technique du projet Iouri Solomonov, directeur de l'Institut moscovite de Thermotechnique, a présenté sa lettre de démission. D'une portée de 8 000 kilomètres, le Boulava (SS-NX-30 dans la classification de l'OTAN) peut être équipé de dix ogives nucléaires. Il doit équiper les sous-marins nucléaires lanceurs d'engins russe de 4e génération qui sont en construction[35].

- Jeudi 23 juillet 2009, France : la Direction générale de l'Aviation civile (DGAC) a ouvert sur son site officiel une rubrique permettant aux voyageurs de se renseigner sur la compagnie aérienne  avec laquelle ils envisagent de voyager. Cette rubrique permet d'accéder aux avis du « comité liste noire » de la Commission européenne, aux listes établies par l'autorité fédérale de l'aviation américaine, ainsi qu'aux résultats des audits de l'organisation de l'aviation civile internationale, sur près de 230 compagnies recensées[36].

- Vendredi 24 juillet 2009 :
  - Iran : un Iliouchine Il-62 de la compagnie Aria Air comptant à son bord 153 passagers, a pris feu à l'atterrissage à l'aéroport International Shahid Hashemi Nejad, à 18h10 (13h40 GMT) causant la mort de 16 personnes dont 13 membres d'équipage et trois passagers. Cependant, parmi les 137 survivants, 19 sont des blessés légers. Au moment de l'atterrissage, le vol 1525 d'Aria Air s'était posé en milieu de piste et était en sur-vitesse (317 km/h). Avec une distance de freinage aussi réduite, l'Iliouchine est sorti de la piste et n'a pu éviter le mur situé à 1 100 mètres de cette dernière, détruisant ainsi l'avant de l'avion[37].
  - Union européenne : les sept ministres de la Défense des pays partenaires du futur avion de transport militaire Airbus A400M ont signé au Castellet un accord de négociation globale définissant les modalités de la poursuite du programme.

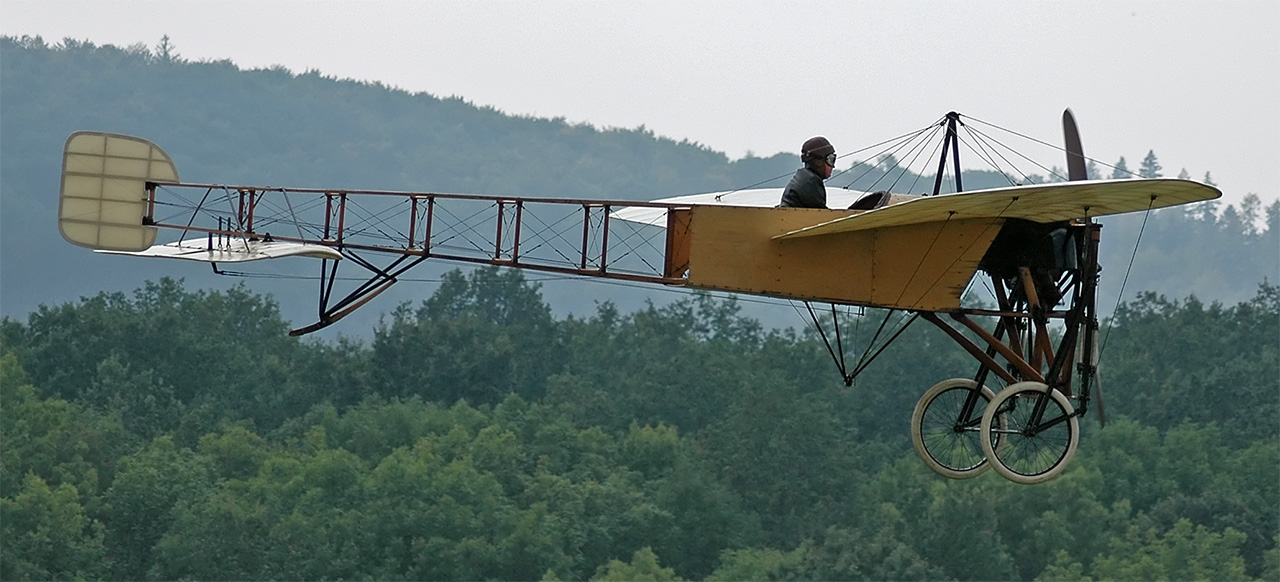
Blériot XI

- Samedi 25 juillet 2009, France : un authentique Blériot XI datant de 1934, identique à celui utilisé en 1909 par Louis Blériot pour la première traversée de la Manche en avion, a réédité l'exploit cent ans après et traversé la Manche en 40 minutes entre Blériot-Plage et Douvres[38].

- Mardi 28 juillet 2009, France : l'Autorité des marchés financiers (AMF) met en cause 7 dirigeants d'Airbus et d'EADS pour des délits d'initiés dans le cadre du programme A380. Ces dirigeants, qui disposaient d'informations sur les retards du programme A380, ont exercé leurs options de vente avant leur publication[39].

- Mercredi 29 juillet 2009, république du Congo : un Airbus A330 d'Air France percute un bâtiment « juste après son atterrissage » dans la soirée à l'aéroport de Brazzaville, sans faire de blessé. Il a été interdit de redécoller avec des passagers.

### Août 2009
- Lundi 3 août 2009, Royaume-Uni : British Airways supprime les repas gratuits sur ses vols courts — moins de 2H30 — afin d'économiser 22 millions de livres (26 millions d'euros) par an. La compagnie souhaite supprimer 3.700 emplois cette année[40].

- Mardi 4 août 2009, France :  un petit avion-école, qui avait décollé de Perpignan (Pyrénées-Orientales) pour une leçon de pilotage, s'est abîmé en mer au large de Canet-en-Roussillon, faisant 2 morts. L'épave est retrouvée le lendemain par 38 mètres de fond, à 6 km de la côte.

- Mercredi 5 août 2009, France :

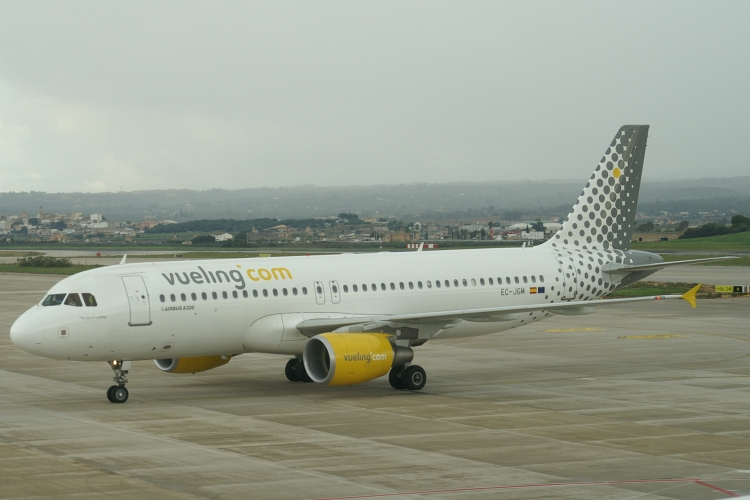
A320 - Vueling Airlines

  - Le réacteur d'un Airbus A320 de la compagnie aérienne espagnole low cost Vueling Airlines a pris feu alors que celui-ci était sur la piste d'envol ouest de l'aéroport Paris-Orly. Le réacteur 2 du vol VY9127 qui devait assurer la liaison Paris-Alicante a pris feu à 10h36 (heure locale). L'incendie a été rapidement maitrisé par les pompiers arrivés sur les lieux 2 minutes après l'alerte. Les 169 passagers ont été évacués par les toboggans d'évacuation, tous sains et saufs malgré huit blessés légers[41].
  - Dix mois de prison avec sursis pour une fausse alerte à la bombe à l'aéroport d'Orly[42].

- Mercredi 12 août 2009, Papouasie-Nouvelle-Guinée : un avion avec 13 personnes à bord, dont 9 Australiens, s'est écrasé en Papouasie-Nouvelle-Guinée, sans laisser aucun survivant.

- Dimanche 23 août 2009, France : un Socata monomoteur de type TB9, en provenance de Cannes-Mandelieu s'est écrasé à Callas (Var) dans un massif boisé proche d'habitations avant de prendre feu, tuant les cinq occupants, dont deux enfants de 8 et 13 ans.

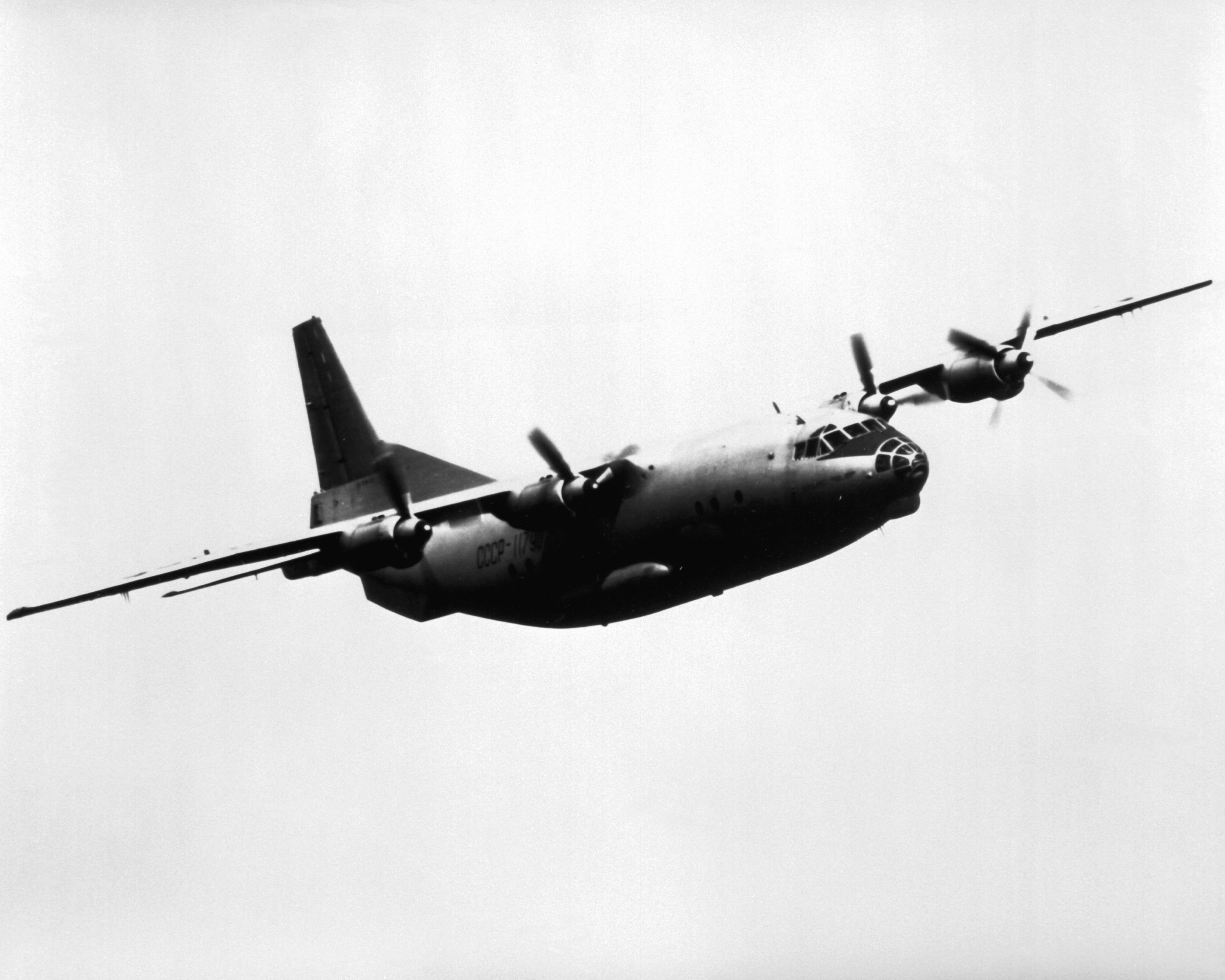
Antonov An-12

- Mercredi 26 août 2009, république démocratique du Congo : le crash d'un avion-cargo Antonov An-12, dans la périphérie de Brazzaville, cause la mort des cinq membres d'équipage russe et de deux Congolais

- Jeudi 27 août 2009, Polynésie française : la compagnie aérienne Air Moorea est mise en examen, en tant que personne morale pour homicides involontaires, dans l'affaire du crash du Twin Otter, le 9 août 2007, qui effectuait la liaison entre Moorea et Tahiti, causant la mort de 20 personnes, dont 15 seulement ont été retrouvées. 6 personnes, dont un ancien directeur de l'aviation civile et cinq cadres de la compagnie, ont déjà été mises en examen. L'accident a eu lieu quelques minutes après le décollage alors que l'avion s'est abîmé en mer à un kilomètre de Moorea par des fonds de 700 à 1 000 mètres. Pour l'association des familles des victimes, la raison  principale du crash est « le manque d'entretien de l'appareil, dû à la négligence et à l'incompétence de la compagnie »[43].

### Septembre 2009
- Dimanche 6 septembre 2009 : le Brésil annonce choisir entre le F-18 et Dassault Rafale pour remplacer sa flotte.

- Mardi 22 septembre 2009, Royaume-Uni : selon The Guardian, l'industrie aérienne mondiale devrait s'engager à réduire d'ici à 2050 ses émissions en dioxyde de carbone de 50 % par rapport au niveau de 2005, dans le cadre du sommet de l'ONU sur le changement climatique. Selon Willie Walsh, directeur général de la compagnie aérienne British Airways, « Les émissions de l'aviation internationale n'avaient pas été incluses dans le protocole de Kyoto, il y a douze ans. Nous avons maintenant l'opportunité de rectifier cette omission et nous devons la saisir ». Les membres de l'Association internationale du transport aérien (IATA) se seraient également engagés à rendre la croissance de l'industrie aérienne mondiale neutre en émissions carboniques d'ici 2020, et à réduire ses émissions en CO2 de 1,5 % par an sur la décennie à venir. Selon le Groupe d'experts intergouvernemental sur l'évolution du climat (GIEC), l'industrie aérienne contribue pour environ 2 % des émissions mondiales en CO2[44].

- Mercredi 23 septembre 2009 :
  - France : le secrétaire d’État aux transports Dominique Bussereau demande « au directeur général de l'aviation civile, Patrick Gandil, de lui faire parvenir dans les 24 heures des éléments d'analyse et d'information sur les événements rapportés » dans un article du Figaro qui rapporte que les contrôleurs aériens travaillent « quasiment à mi-temps dans la plus parfaite illégalité »  et « plusieurs incidents liés à un sous-effectif en tour de contrôle » ont été rapportés par des pilotes d'Air France[45].
  - France : Le directeur général de l'aviation civile, Patrick Gandil, dément les informations de presse mettant en cause le travail des aiguilleurs du ciel, assurant qu'il n'y avait pas de « difficultés » dans le contrôle aérien[46].

- Jeudi 24 septembre 2009, France : deux avions de combat Rafale de la Marine française se sont abîmés en mer Méditerranée à une trentaine de kilomètres à l’est de Perpignan, alors qu'ils regagnaient le porte-avion Charles-de-Gaulle à l'issue d'un vol d'essai sans armement. Un des pilotes a été rapidement repêché[47].

- Dimanche 27 septembre 2009 :
  - France : un avion de tourisme, un Piel-Saphir, s'est écrasé au sol  à Cavarc (Lot-et-Garonne) et s'est embrasé, faisant deux morts, dont le pilote et son fils trentenaire[48].
  - France : un Airbus A380 de Singapore Airlines a connu un problème sur un de ses quatre moteurs Rolls Royce et a dû faire demi-tour pour se reposer à l'aéroport de Paris-Charles-de-Gaulle[49].

### Octobre 2009
- Lundi 12 octobre 2009 :
  - Qatar Airways réalise le premier vol commercial avec un carburant de synthèse entre Doha et Londres à bord d'un Airbus A340-600 avec des moteurs Rolls-Royce.
  - France : un avion de tourisme de type Cessna 210 avec 6 personnes à bord est porté disparu au large de Propriano (Corse) après avoir annoncé une panne moteur et son intention d'amerrir[50]. Les passagers ont été retrouvés vivants[51].

- Samedi 24 octobre 2009, Pakistan :  un hélicoptère militaire MI-17 s'est écrasé dans la soirée, en raison d'une erreur technique, à Nawapass (district de Bajaur), tuant 6 soldats dont 3 officiers.

### Novembre 2009
- Jeudi 5 novembre 2009, France : premier vol de l'Airbus A330-200F[52].

- Samedi 7 novembre 2009, Sénégal : création de la nouvelle compagnie aérienne Senegal Airlines[53].

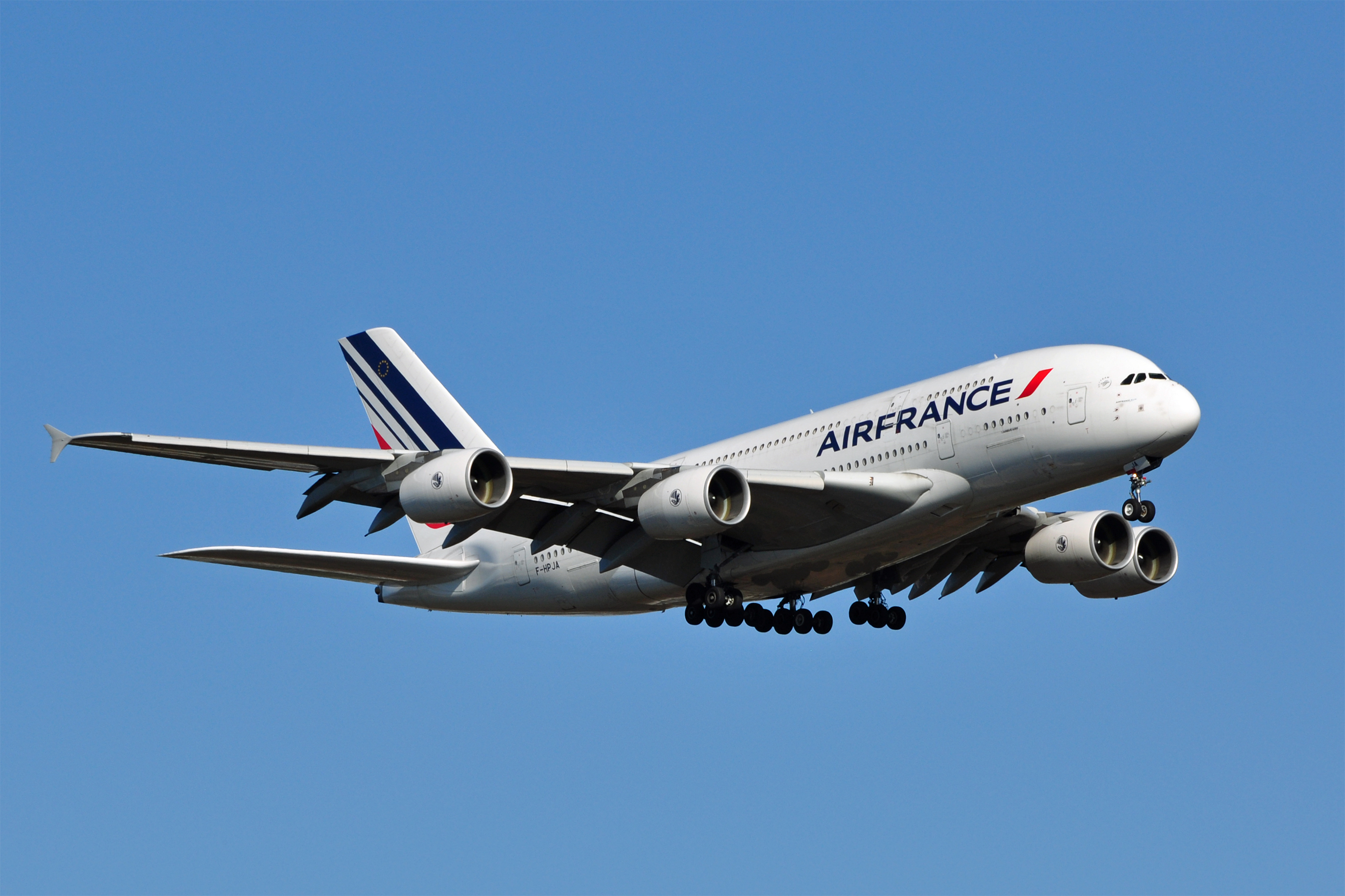
Airbus A380 d'Air France.

- Vendredi 20 novembre 2009 : Air France réalise le vol inaugural de l'Airbus A380 entre Paris et New York avec 538 passagers.

### Décembre 2009
- Vendredi 4 décembre 2009 :

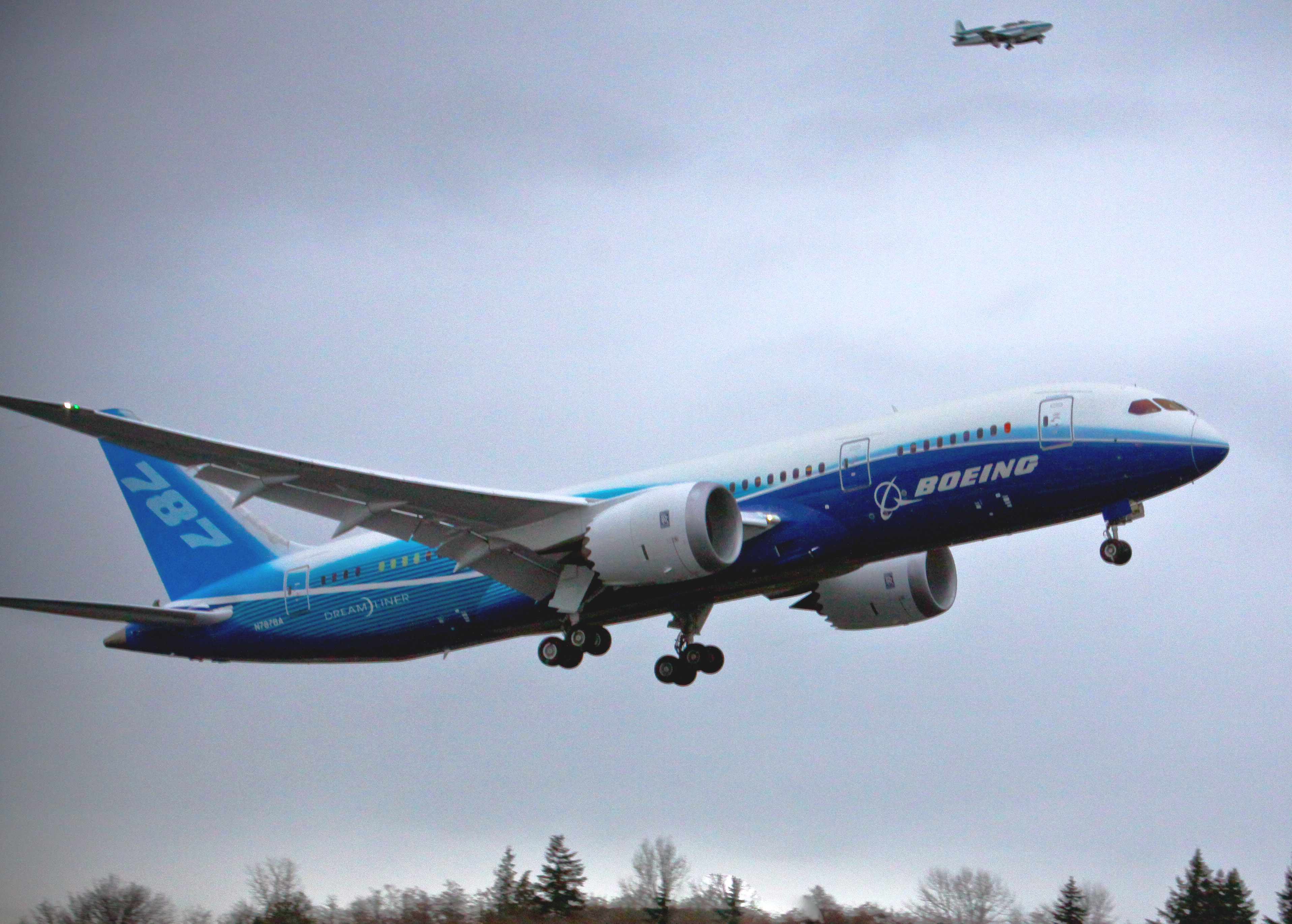
Premier vol du Boeing 787

  - France et république populaire de Chine : premier vol officiel de l'Eurocopter EC175[54].
  - États-Unis : l'US Air Force dévoile le drone furtif Lockheed Martin RQ-170 Sentinel.

- Vendredi 11 décembre 2009, Espagne : premier vol de l'Airbus A400M.

- Mardi 15 décembre 2009, États-Unis : premier vol du Boeing 787.

- Mardi 22 décembre 2009, Jamaïque : un Boeing 737-800 d'American Airlines dérape et sort de piste à l'atterrissage en Jamaïque, les 148 passagers et 6 membres d'équipage survivent mais l'on dénombre 90 blessés.

- Vendredi 25 décembre 2009, États-Unis : un Nigérian de 23 ans, qui affirme avoir des liens avec Al-Qaïda, est l'auteur d'une tentative d'attentat à l'explosif à bord de l'Airbus A330 assurant Vol 253 Northwest Airlines Amsterdam - Détroit, avant d'être maîtrisé par des passagers. Le vice-président de la république du Nigeria, Goodluck Ebele Jonathan, ordonne aux agences de sécurité nigérianes d'enquêter sur la tentative d'attentat et promet de coopérer « totalement avec les autorités américaines dans l'enquête ».

## Généralités
Selon le Conseil international des aéroports, les aéroports les plus fréquentés en 2009 sont les suivants :
1. Aéroport international Hartsfield-Jackson d'Atlanta, États-Unis, 87 721 911
2. Aéroport de Londres Heathrow, Londres, Royaume-Uni, 66 008 850
3. Aéroport international de Pékin, république populaire de Chine, 65 705 169
4. Aéroport international O'Hare de Chicago, États-Unis, 64 511 952
5. Aéroport international de Tōkyō-Haneda, Japon, 61 861 222
6. Aéroport de Paris-Charles-de-Gaulle, France, 57 884 954
7. Aéroport international de Los Angeles, États-Unis, 56 518 605
8. Aéroport international de Dallas-Fort Worth, États-Unis, 56 030 457
9. Aéroport de Francfort, Allemagne, 50 932 840
10. Aéroport international de Denver, États-Unis, 50 167 485